# Saison 2016-2017 du Racing Club de Strasbourg Alsace
Vous lisez un « bon article » labellisé en 2018.
Maillots
Chronologie
Saison précédente Saison suivante
La saison 2016-2017 du Racing Club de Strasbourg Alsace est la seizième saison du club alsacien en championnat de France de Ligue 2, deuxième niveau hiérarchique du football français, depuis sa création en 1933. Elle marque le retour du club, champion de National en 2015-2016, au niveau professionnel après la relégation en troisième division en 2010 puis la perte du statut professionnel et la rétrogradation en CFA 2 l'année suivante. Elle voit l'équipe alsacienne remporter le championnat de Ligue 2 pour la troisième fois de son histoire et retrouver la Ligue 1 pour la première fois depuis la saison 2007-2008.
L'équipe est dirigée cette saison-là par le technicien troyen de 52 ans Thierry Laurey, arrivé lors de l'intersaison en remplacement de Jacky Duguépéroux en fin de contrat. Celui-ci met notamment en place une tactique tournée vers l'offensive permettant au club alsacien de terminer meilleure attaque de Ligue 2 avec 63 buts inscrits, dont vingt par le seul Khalid Boutaïb qui termine meilleur buteur de l'équipe. Dimitri Liénard, principal tireur des coups de pied arrêtés, s'illustre également en délivrant douze passes décisives toutes compétitions comprises.
Démarrant la saison avec pour objectif principal le maintien en deuxième division, les Strasbourgeois ne descendent finalement jamais plus bas que la onzième position et finissent par se mêler à la course pour la promotion en Ligue 1, occupant le podium de façon éparse tout au long du championnat avant de s'y accrocher définitivement à partir de la trentième journée et de prendre la première place quatre journées plus tard, position qu'ils ne quittent plus jusqu'au terme de la saison.
Les Alsaciens prennent également part aux deux coupes nationales que sont la Coupe de France et la Coupe de la Ligue, effectuant un parcours notable dans cette première compétition en passant quatre tours avant d'être éliminés par l'US Avranches au stade des huitièmes de finale, tandis que leur aventure dans la deuxième est plus brève, avec une élimination dès le deuxième tour face à l'AJ Auxerre.

## Avant-saison

### Genèse de la saison
Promu de National à l'issue de la saison 2015-2016, le Racing Club de Strasbourg Alsace effectue son retour en Ligue 2, championnat quitté à la fin de la saison 2009-2010, et retrouve à cette occasion son statut de club professionnel de football. Ce retour met fin à la parenthèse en amateur débutée après la saison 2010-2011, qui a vu le club déposer le bilan avant d'être relégué administrativement en CFA 2, cinquième division du football français. Il a par la suite remonté les échelons en enchaînant deux montées consécutives pour atteindre le National (troisième niveau) en 2013, où il est resté trois saisons. Il s'agit de la seizième saison de l'histoire du RCSA au deuxième niveau professionnel, qu'il a remporté à deux reprises en 1977 et 1988,.
La saison 2016-2017 de la Ligue 2 est la soixante-dix-huitième édition du championnat de France de football de deuxième niveau professionnel et la quinzième sous l'appellation « Ligue 2 ». Elle voit s'opposer vingt clubs en une série de trente-huit rencontres. Les deux meilleurs de ce championnat sont directement promus en Ligue 1, le troisième jouant un match de barrage face au dix-huitième de Ligue 1, tandis que les deux derniers sont relégués en National et que le dix-huitième dispute également un match de barrage face au troisième de ce championnat.

### Objectif du club
L'objectif annoncé par le président du club, Marc Keller est de « réussir » le retour du club dans le monde professionnel en faisant « le mieux possible »,. Pour l'entraîneur Thierry Laurey, « l'objectif numéro 1, c'est le maintien, on est ambitieux mais également réaliste car on sait d'où vient le club ». Laurey confirme néanmoins ses ambitions en affirmant que le club « aimerait être derrière » les favoris du championnat, citant le Stade de Reims, l'ES Troyes AC, le RC Lens, Le Havre AC et le Red Star.
Interviewé par le journal L'Équipe, l'attaquant Jérémy Blayac évoque également le maintien, considérant que la perspective d'une montée serait « présomptueuse », tout en ajoutant que « finir dans les dix premiers, ce serait déjà bien ».

### Préparation d'avant-saison
La date de reprise de l'entraînement est fixée au 27 juin 2016. Jusqu'au début du championnat, cinq semaines de préparation sont animées par six rencontres amicales et un stage.
Le 6 juillet, le premier de ces matchs est une confrontation entre la formation alsacienne et l'équipe de France des moins de 19 ans, qui prépare alors l'Euro des moins de 19 ans, au stade Émile-Stahl de Strasbourg. Au terme de la rencontre, les deux équipes se séparent sur un score nul (0-0). Les Strasbourgeois affrontent trois jours plus tard le SAS Épinal, club de National, au Stadium de Molsheim, confrontation remportée par les Strasbourgeois grâce à un but d'Ihsan Sacko (1-0). Le 16 juillet, au stade de l'Aar de Schiltigheim, l'équipe affronte le Royal Charleroi, club belge de Division 1A, et s'incline 1-0. Du 17 au 23 juillet, l'équipe se rend à Niederbronn pour y effectuer un stage, affrontant dans la foulée le CS Sedan Ardennes le 20 juillet. La rencontre se conclut par une victoire 4-0 des Strasbourgeois grâce à un doublé de Jérémy Grimm et des buts de Vincent Nogueira et Abdelhak Belahmeur. Au retour de son stage, le Racing affronte l'AS Nancy-Lorraine, fraîchement promue en Ligue 1, au stade municipal de Munster, l'emportant 1-0 par un but de Baptiste Guillaume. Le club conclut sa préparation par un dernier match amical face à l'ASM Belfort, club de National, au stade communal de Bergheim. La rencontre se conclut par une défaite 1-0 du RCSA.

## Mouvements de joueurs
L'entraîneur Jacky Duguépéroux, en fonction depuis mars 2014, n'est pas reconduit dans ses fonctions et quitte son poste le 30 mai 2016. Son successeur est Thierry Laurey, ancien entraîneur du Gazélec Ajaccio, qui signe un contrat de deux ans dès le lendemain, il ramène avec lui son adjoint Fabien Lefèvre. Laurey intègre également Jean-Yves Hours dans son staff en tant qu'entraîneur des gardiens en remplacement d'Alexander Vencel, qui assumait jusque-là ce rôle à mi-temps mais n'a pas eu la possibilité de l'assumer à temps plein.

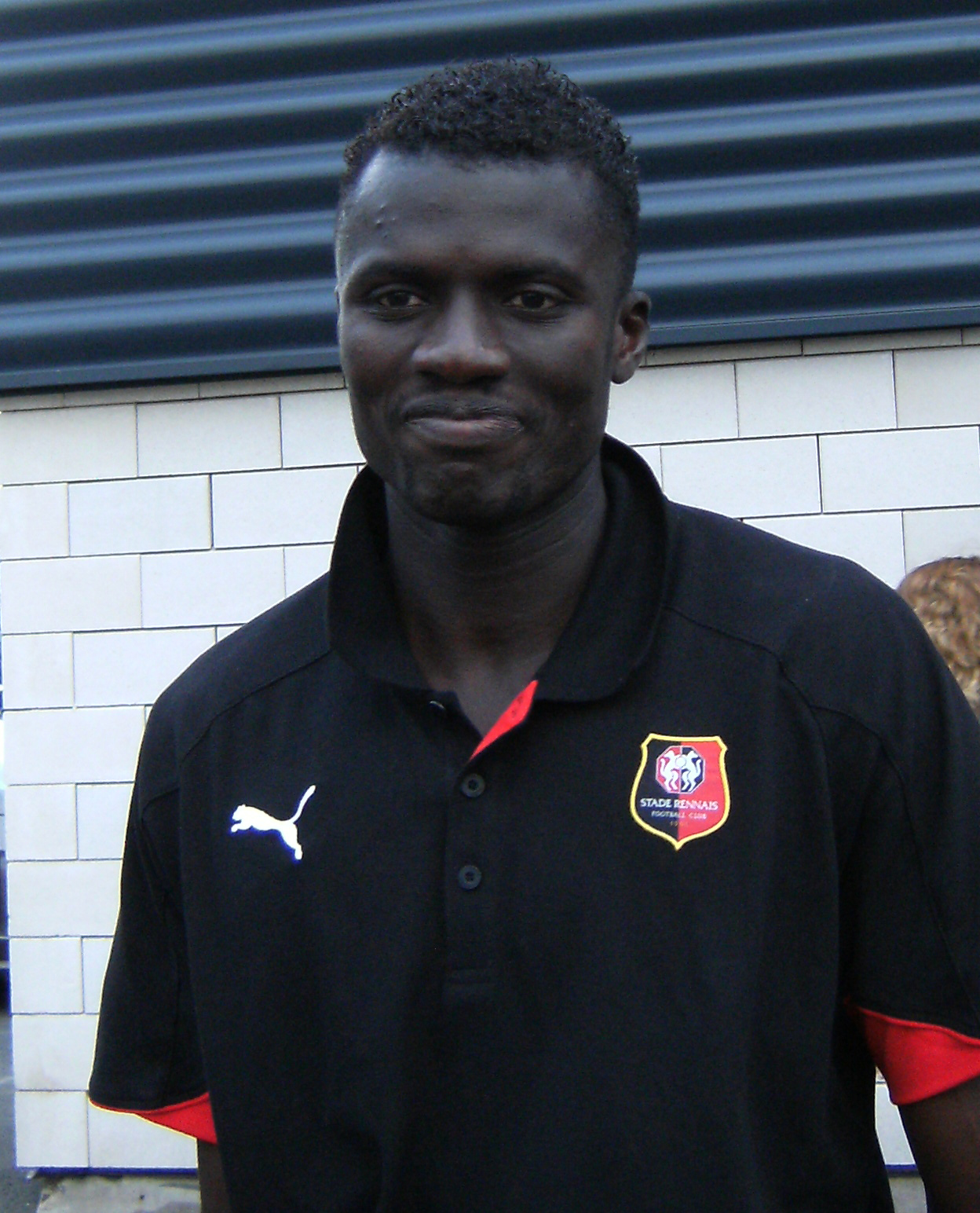
L'international sénégalais Kader Mangane rejoint le club dans les derniers jours du mercato d'été 2016.

Au niveau de l'effectif, les prêts de Denis Bouanga du FC Lorient et de Bill Tuiloma de l'Olympique de Marseille prennent fin au terme de la saison 2015-2016 et ne sont pas renouvelés. Les contrats de cinq joueurs arrivent par ailleurs à leur terme au même moment : Dimitri Liénard, Jean-Philippe Sabo, Jérémy Grimm, Olivier Blondel et Stéphane Bahoken. Liénard, annoncé un temps au Clermont Foot 63, est finalement prolongé par le club pour une année. Il en est de même pour Grimm et Bahoken qui prolongent jusqu'en 2018,. Sabo et Blondel ne sont quant à eux pas prolongés et quittent le club, le dernier prenant sa retraite sportive à cette occasion. De plus, Ladislas Douniama et Massiré Kanté ne font pas partie des plans du nouvel entraîneur et sont placés sur la liste des transferts, ils font cependant partie du groupe lors de la reprise. Kanté finit par être prêté pour la saison au CS Sedan-Ardennes, en National, le 3 septembre 2016 tandis que Douniama rejoint le club saoudien d'Al Khaleej Saihat le 22 septembre. Le 2 décembre, le club annonce le prêt du milieu de 25 ans Abdelhak Belahmeur à l'US Créteil-Lusitanos, en National, jusqu'à la fin de la saison. Le milieu offensif Oumar Pouye est quant à lui prêté à l'US Quevilly-Rouen Métropole le 22 décembre.
Thierry Laurey annonce vouloir recruter environs huit joueurs pendant l'intersaison, afin notamment de renforcer le secteur offensif. En effet, malgré sa promotion de la saison précédente, l'équipe affichait une moyenne d'un seul but par match uniquement, portée avant tout par une défense très efficace qui n'en a elle concédé qu'un demi par match. Dans cette optique, le club officialise sa première recrue le 21 juin 2016 : il s'agît du milieu de terrain de 30 ans Anthony Gonçalves, ancien capitaine du Stade lavallois ayant joué plus de deux-cents matchs en Ligue 2 avec le club de la Mayenne, qui rejoint la formation alsacienne pour deux saisons. Trois jours après, c'est l'arrivée de Vincent Nogueira qui est annoncée. Formé à Sochaux avec qui il a gagné la Coupe Gambardella en 2007 et a disputé plus de cent matches en Ligue 1, le milieu de terrain de 28 ans évoluait jusqu'alors à Philadelphia Union en MLS depuis deux ans et demi. Le club enregistre ensuite, le 4 juillet, le prêt de Baptiste Guillaume, jeune attaquant international espoir belge de 21 ans en provenance du Lille OSC pour une saison. Trois jours plus tard, une quatrième recrue estivale est annoncée : l'attaquant international marocain de 29 ans Khalid Boutaïb qui arrive pour un an en provenance GFC Ajaccio, rejoignant son ancien entraîneur. Avec le groupe depuis le 5 juillet, l'ancien milieu offensif de 33 ans Vincent Gragnic rejoint officiellement le club strasbourgeois pour une saison le 10 juillet. Le milieu défensif et latéral droit de 23 ans Laurent Dos Santos rejoint l'effectif strasbourgeois pour deux ans le 18 juillet, suivi la semaine suivante du gardien de but de 32 ans Landry Bonnefoi, qui s'engage pour une année en tant que doublure d'Alexandre Oukidja. La dernière recrue du club pour la période estivale est le défenseur de 33 ans Kader Mangane, venant lui aussi du GFC Ajaccio, qui rejoint le club pour une durée d'un an le 30 août. Le jeune Ismaël Aaneba du FC Mantes, âgé de 17 ans, signe par ailleurs son premier contrat professionnel, pour quatre ans, en fin d'année 2016. L'unique recrue hivernale est le milieu de terrain ivoirien de 22 ans Jean-Eudes Aholou qui rejoint Strasbourg en provenance de l'US Orléans pour une durée de quatre ans et demi le 16 janvier 2017.

## Championnat de France de Ligue 2

### Première moitié de saison

#### Un début intéressant - Journées 1 à 6
Le RC Strasbourg débute officiellement sa saison le 29 juillet 2016 avec un déplacement sur la pelouse du Bourg-en-Bresse 01. Les deux équipes se neutralisent, et ce malgré une première période dominée par les Alsaciens qui ne parviennent pas à trouver le chemin des filets, touchant notamment la barre transversale et butant à plusieurs reprises sur le gardien Julien Fabri, la deuxième mi-temps est quant à elle peu animée et ne voit aucune des deux équipes être particulièrement dangereuse.
Le premier match à domicile des Strasbourgeois a lieu une semaine plus tard face au Amiens Sporting Club, autre promu, dans le cadre de la deuxième journée du championnat. Le Racing l'emporte sur le score d'un but à zéro à l'issue d'une rencontre « plaisante et ouverte » grâce à une réalisation de Jérémy Grimm à la 21e minute de jeu, également aidé par l'expulsion de l'attaquant amiénois Aboubakar Kamara en fin de première période. Les Strasbourgeois enchaînent une deuxième victoire lors du déplacement à Tours le 12 août, où un triplé de Khalid Boutaïb entre la 22e et la 68e minute permet au RCSA de s'imposer face au Tours Football Club (3-1), Ousseynou Cissé réduisant l'écart pour les Tourangeaux à la 71e minute.
Lors de la réception du Nîmes Olympique le 19 août, les Alsaciens concèdent l'ouverture du score par l'intermédiaire de Renaud Ripart qui donne l'avantage aux Crocos en tout début de seconde mi-temps. Ce but est suivi par l'expulsion du capitaine Ernest Seka pour une faute en dernier défenseur sur Rachid Alioui à l'heure de jeu. Strasbourg parvient à obtenir un penalty à la 69e minute, que Khalid Boutaïb se charge de transformer pour remettre les deux équipes à égalité. Par la suite, le score en reste là (1-1),. Ce résultat nul permet au club alsacien de conserver sa troisième place au classement. Pour la dernière journée du mois d'août, les Strasbourgeois se déplacent sur la pelouse du Gazélec Ajaccio et ouvrent le score par l'intermédiaire d'Abdallah N'Dour à la 53e minute. Par la suite, les Ajacciens égalisent grâce à Robert Maah à la 67e minute tandis que les Alsaciens sont une nouvelle fois réduits à dix à partir de la 77e minute avec l'exclusion du défenseur Felipe Saad (1-1).
Après la trêve, le Racing reçoit le relégué Troyes, pointant à la 12e place après un début de saison mitigé. L'exclusion de Mahamadou N'Diaye du côté des visiteurs dès la 10e minute de jeu facilite la tâche des Strasbourgeois qui dominent la rencontre et s'imposent sur le score de deux buts à zéro par des buts de Stéphane Bahoken à la 25e minute et de Dimitri Liénard à la 91e minute. Cette victoire permet aux Alsaciens de prendre la deuxième place du classement, dans la zone de promotion directe, juste derrière le leader Amiénois.

#### La mauvaise passe - Journées 7 à 11

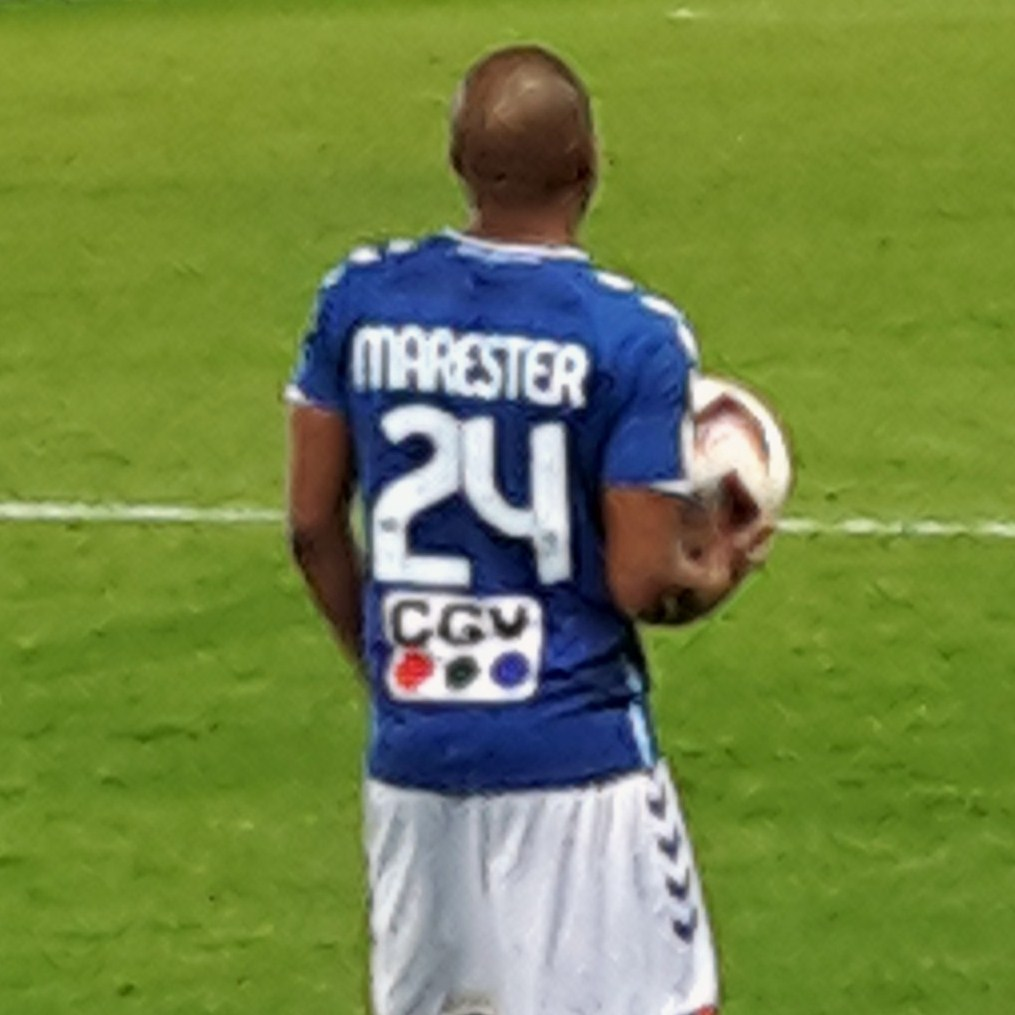
Éric Marester écope du cinquième carton rouge du club en championnat lors de la 11e journée.

Le RC Strasbourg concède sa première défaite en championnat sur la pelouse du promu Orléans le 16 septembre. Le club orléanais, dix-huitième et relégable avant le match, dispute déjà un match à enjeu pour rester dans la course pour le maintien,, et parvient à « asphyxier » l'équipe alsacienne en marquant dès la 5e minute. Ayari, auteur du premier but, marque un doublé à la 54e minute, tandis que Jean-Eudes Aholou marque un troisième but pour Orléans à la 68e minute. Dans le temps additionnel, Gragnic réduit l'écart pour le RCSA qui s'incline 3-1. Strasbourg enchaîne par la suite deux matchs nuls sur le score de zéro partout, d'abord à domicile face au Red Star le 19 septembre puis à l'extérieur face au Clermont Foot 63 le 23 septembre pour son troisième match en sept jours.
Le Racing connaît sa première défaite à domicile face au Valenciennes Football Club au terme d'un match intense dans lequel Khalid Boutaïb ouvre le score pour les Alsaciens dès la 10e minute de jeu avant que Dimitri Liénard ne soit expulsé huit minutes plus tard pour une faute dangereuse sur Sébastien Roudet. En supériorité numérique, les Valenciennois égalisent grâce à Édouard Butin à la 25e minute avant de prendre l'avantage par l'intermédiaire de Roudet à la 38e minute. En toute fin de première période, les Strasbourgeois se retrouvent cette fois à neuf contre onze à la suite de l'expulsion de Felipe Saad pour avoir marché sur Butin. En deuxième période, Nuno Da Costa inscrit le troisième but nordiste à la 48e minute avant que Strasbourg ne parvienne à réduire l'écart à l'heure de jeu sur un penalty d'Ihsan Sacko. Les hôtes n'arrivent cependant pas à revenir au score, concédant dans la foulée un quatrième but par Saliou Ciss à la 83e minute pour un score final de quatre buts à deux pour les visiteurs.
Après la trêve internationale du mois d'octobre, Strasbourg se déplace en Bretagne pour affronter le Stade brestois 29. Les Alsaciens ouvrent une nouvelle fois le score, cette fois par l'intermédiaire de Sacko à la 24e minute, avant que Cristian Battocchio n'égalise sur penalty pour les Brestois à la suite d'une main de Vincent Nogueira dans la surface alsacienne. La deuxième mi-temps est marquée par l'expulsion d'Eric Marester côté strasbourgeois pour deux cartons jaunes aux 84e et 87e minutes, suivie par un but de Neal Maupay dans le temps additionnel offrant la victoire aux Bretons et faisant concéder au Racing sa troisième défaite en cinq matchs. Cette mauvaise série relègue le RCSA à la onzième place avec quatorze points, à cinq points des places relégables et des places de promotion.

#### Des résultats irréguliers - Journées 12 à 15
Le Racing renoue avec la victoire à l'occasion de la réception de l'AJ Auxerre le 21 octobre, grâce à des buts de Boutaïb à la 15e minute et un but contre son camp de Stéphane Sparagna provoqué par une talonnade de Baptiste Guillaume à la 83e minute permettant aux Alsaciens de l'emporter sur le score de deux buts à un, Gaëtan Courtet ayant égalisé pour les Auxerrois entre-temps à la 71e minute. Les Strasbourgeois enchaînent un deuxième succès de rang une semaine plus tard, à l'occasion du « derby de l'Est » sur la pelouse du FC Sochaux-Montbéliard, grâce à un nouveau but de Boutaïb à la 42e minute sur un centre de Dimitri Liénard puis une aggravation du score par Jérémy Blayac à la 81e minute sur un contre strasbourgeois. Les Sochaliens parviennent cependant à réduire l'écart en fin de match par l'intermédiaire de Goran Karanović amenant une nouvelle fois le score final à deux buts à un. Ces deux victoires successives permettent au Racing de remonter à la septième place, à deux points des trois premières places.
Le Racing n'arrive cependant pas à poursuivre sur sa lancée et subit sa deuxième défaite à domicile de la saison face au Stade de Reims, où les Alsaciens se révèlent inefficaces devant le but rémois, malgré une domination au niveau de la possession, et concèdent par deux fois par le biais d'Hamari Traoré à la 29e minute puis par Diego Rigonato à la 69e minute, Jérémy Blayac parvient à réduire l'écart en fin de match mais ne peut empêcher la défaite des siens. Ce résultat fait redescendre le RCSA à la huitième place avant la trêve internationale de novembre. Après la trêve et malgré leur succès en Coupe de France la semaine d'avant, les Strasbourgeois tombent une nouvelle fois, cette fois sur la pelouse de l'AC Ajaccio, Alexandre Oukidja étant battu à deux reprises par Moussa Maazou aux 26e et 78e minutes pour les deux seuls buts d'un match décrit comme « fade et ennuyeux » où les Alsaciens se montrent peu entreprenants et descendent une nouvelle fois à la onzième position, tandis que l'avant-match est marqué par des actes de vandalisme à l'encontre des supporters strasbourgeois en déplacement.

#### Remontée vers les places de promotion - Journées 16 à 19
Les Alsaciens parviennent à se rattraper le 25 novembre lors de la réception du Stade lavallois, l'emportant grâce à un penalty de Khalid Boutaïb à la 69e minute, unique but d'une rencontre peu animée, marquée également par l'exclusion du Lavallois Modibo Dembélé pour un « excès d'engagement » sur Oukidja à la 72e minute,. Strasbourg enchaîne quatre jours plus tard un deuxième succès de rang sur la pelouse du Havre, alors cinquième au classement, par le biais de Stéphane Bahoken, servi par Baptiste Guillaume à la suite d'une mauvaise passe en retrait d'Issam Chebake, qui trompe Fabien Farnolle à la 62e minute de jeu pour offrir la victoire aux siens, qui se sont montrés entreprenants tout au long du match avec pas moins de treize tirs, dont six cadrés,.
Les Strasbourgeois obtiennent un nouveau succès d'importance à domicile le 10 décembre en venant à bout d'un autre prétendant à la montée, le Racing Club de Lens, troisième et barragiste, sur le score de trois buts à un à l'occasion du choc de la 18e journée. Les Alsaciens se révèlent ainsi efficaces devant le but lensois, Jérémy Grimm ouvrant le score à la 9e minute avant que Bahoken ne fasse le break à la 31e minute et que le capitaine Ernest Seka n'assure la victoire à la 70e minute, malgré la réduction de l'écart par Cristian Lopez sur penalty à la 78e minute pour des Lensois incapables de tirer profit de leur avantage au niveau de la possession du ballon et ayant souffert d'une finition approximative,.
Six jours plus tard, le Racing conclut son année 2016 sur une quatrième victoire d'affilée face aux Chamois niortais sur le score de trois buts à zéro. Entreprenants en début de première mi-temps avec trois occasions franches dès les premières minutes, le match s'équilibre par la suite avec plusieurs occasions des deux côtés, notamment une tête de Baptiste Guillaume repoussée sur la barre transversale en fin de mi-temps. La deuxième période démarre de manière poussive pour les Strasbourgeois, jusqu'à l'ouverture du score de Jérémy Grimm à la 70e minute, reprenant avec force une passe en retrait de Bahoken. Après ce but, les Alsaciens reprennent le contrôle de la rencontre, obtenant un penalty cinq minutes plus tard à la suite d'une faute de Matthieu Sans sur Bahoken, amenant à l'expulsion du défenseur niortais dans la foulée, que Khalid Boutaïb se charge de transformer avant d'inscrire un doublé à la 89e minute en reprenant de la tête un centre de Dimitri Liénard pour inscrire son dixième but de la saison en championnat, tandis que les visiteurs terminent le match à neuf après l'exclusion de Jimmy Roye dans les arrêts de jeu pour une faute dangereuse sur Grimm. Cette série de victoires permet au RCSA de remonter jusqu'au niveau des places de promotion, n'en étant séparé que par une différence de buts défavorable, et de terminer la phase aller ainsi que l'année 2016 à la quatrième place avec un total de trente-deux points, dont seize d'avance sur les places relégables et l'objectif de maintien du club.
Extrait du classement de Ligue 2 2016-2017 à la trêve hivernale
| Rang                                                                           | Équipe                 | Pts | J  | G  | N | P | Bp | Bc | Diff |
| ------------------------------------------------------------------------------ | ---------------------- | --- | -- | -- | - | - | -- | -- | ---- |
| 1                                                                              | Stade brestois 29      | 35  | 19 | 10 | 5 | 4 | 26 | 21 | +5   |
| 2                                                                              | Stade de Reims R       | 33  | 19 | 9  | 6 | 4 | 23 | 17 | +6   |
| 3                                                                              | RC Lens                | 32  | 19 | 8  | 8 | 3 | 25 | 18 | +7   |
| 4                                                                              | RC Strasbourg Alsace P | 32  | 19 | 9  | 5 | 5 | 25 | 19 | +6   |
| 5                                                                              | FC Sochaux-Montbéliard | 32  | 19 | 8  | 8 | 3 | 20 | 14 | +6   |
| 6                                                                              | ES Troyes AC R         | 32  | 19 | 9  | 5 | 5 | 24 | 20 | +4   |
| 7                                                                              | Amiens SC P            | 29  | 19 | 7  | 8 | 4 | 23 | 15 | +8   |
| - Promotion en Ligue 1 2017-2018. - Barrage de promotion en Ligue 1 2017-2018. |                        |     |    |    |   |   |    |    |      |

### Deuxième moitié de saison

#### Une reprise mitigée - Journées 20 à 24
Le Racing reprend le championnat le 14 janvier sur la pelouse de l'Amiens SC. La première mi-temps du match s'avère très animée avec pas moins de six buts inscrits : Charlie Charrier ouvre le score à la 13e minute pour les hôtes avant qu'Ernest Seka n'égalise à la 21e minute. Les Amiénois reprennent l'avantage six minutes plus tard sur un penalty d'Aboubakar Kamara avant que Baptiste Guillaume ne remette une nouvelle fois les deux équipes à égalité à la 33e minute de jeu. Les Strasbourgeois prennent l'avantage trois minutes après sur un penalty de Stéphane Bahoken avant que Bakaye Dibassy ne porte le score à 3-3 à la 38e minute ; une faute non-vue de Kamara, passeur décisif, créant de la tension sur le terrain en fin de mi-temps. La deuxième période est plus calme jusqu'à la 88e minute où Thomas Monconduit marque pour l'Amiens SC, qui remporte le match et met fin à la série de victoires du RCSA,.
Le match de la vingt-et-unième journée opposant Strasbourg au Tours Football Club la semaine suivante est finalement reporté en raison du terrain gelé,. La rencontre suivante des Alsaciens se déroule donc le 27 janvier à l'occasion d'un nouveau déplacement, cette fois sur la pelouse du Nîmes Olympique. La première mi-temps des Strasbourgeois s'avère très compliquée, les visiteurs étant largement dominés par les hôtes Nîmois et concédant « logiquement » l'ouverture du score à la 39e minute de jeu par l'intermédiaire de Sada Thioub. La deuxième période est plus positive pour le RCSA, qui parvient à égaliser grâce à Dimitri Liénard à la 58e minute puis à prendre l'avantage par le biais de Baptiste Guillaume un quart d'heure plus tard, mais concède finalement le match nul après l'égalisation de Zié Diabaté à la 79e minute.
Les Alsaciens renouent avec la victoire lors de la journée suivante avec la réception du Gazélec Ajaccio, où des buts de Khalid Boutaïb, sur penalty, et de Baptiste Guillaume en deuxième mi-temps permettent au Racing de l'emporter au terme d'une rencontre maîtrisée. Le déplacement à Troyes quatre jours plus tard n'est pas aussi positif pour les Strasbourgeois qui, après une première mi-temps équilibrée, s'effondrent en deuxième période et encaissent quatre buts : un doublé de Johan Martial aux 50e et 58e minutes, un but de Charles Traoré à la 70e minute et de Chaouki Ben Saada dans les arrêts de jeu, avec entre-temps l'exclusion de Jean-Eudes Aholou à la 81e minute.

#### Affirmation comme prétendant à la montée - Journées 25 à 28
Strasbourg se rattrape la semaine suivante en battant l'US Orléans à la Meinau, deux buts de Jérémy Blayac et Jérémy Grimm dans le premier quart d'heure permettant au Racing de faire rapidement le break, et un troisième but de Boutaïb à l'heure de jeu portant à 3-0 l'avance des hôtes qui dominent alors nettement les débats avant de vivre un dernier quart d'heure compliqué avec deux buts orléanais venant de Romain Armand à la 76e minute puis de Benjaloud Youssouf dans les derniers instants de la rencontre, avec entre-temps l'exclusion de Grimm pour un deuxième carton jaune. Ils ne parviennent cependant pas à enchaîner lors du déplacement sur la pelouse du Red Star qui se conclut sur un match nul 1 but partout, les Strasbourgeois concédant l'ouverture du score par Julien Toudic au quart d'heure de jeu avant que Stéphane Bahoken n'égalise pour les visiteurs à la 83e minute.
Le 21 février, à l'occasion du match en retard de la 21e journée à domicile face au Tours Football Club, alors positionné à la dernière position et venant de changer d'entraîneur, les Alsaciens démarrent difficilement en encaissant un but par Thibaut Cillard dès la 8e minute de jeu et, malgré l'égalisation d'Ihsan Sacko trois minutes plus tard, rentrent au vestiaire menés 2-1 après que Bryan Bergougnoux ait redonné l'avantage aux Tourangeaux à la 26e minute. Le RCSA ne tarde pas à réagir et égalise quelques minutes après le début de la deuxième période par l'intermédiaire de Vincent Nogueira avant de prendre l'avantage à l'heure de jeu grâce à Bahoken, Baptiste Guillaume assurant la victoire alsacienne à la 87e minute (4-2) et permettant au Racing de retrouver la deuxième place pour la première fois depuis la sixième journée,.
La bonne forme alsacienne s'avère cependant de courte durée, le RCSA concédant deux défaites face à des équipes de bas de classement : d'abord à domicile face au Clermont Foot 63, qui s'impose grâce à un doublé de Rémy Dugimont aux 31e et 79e minutes, puis sur la pelouse du Valenciennes Football Club, les hôtes ouvrant le score par l'intermédiaire de Sébastien Roudet à la 65e minute avant de l'emporter grâce à Saliou Ciss à la 91e minute malgré l’égalisation de Khalid Boutaïb entre-temps côté strasbourgeois.

#### Retour sur le podium - Journées 29 à 32

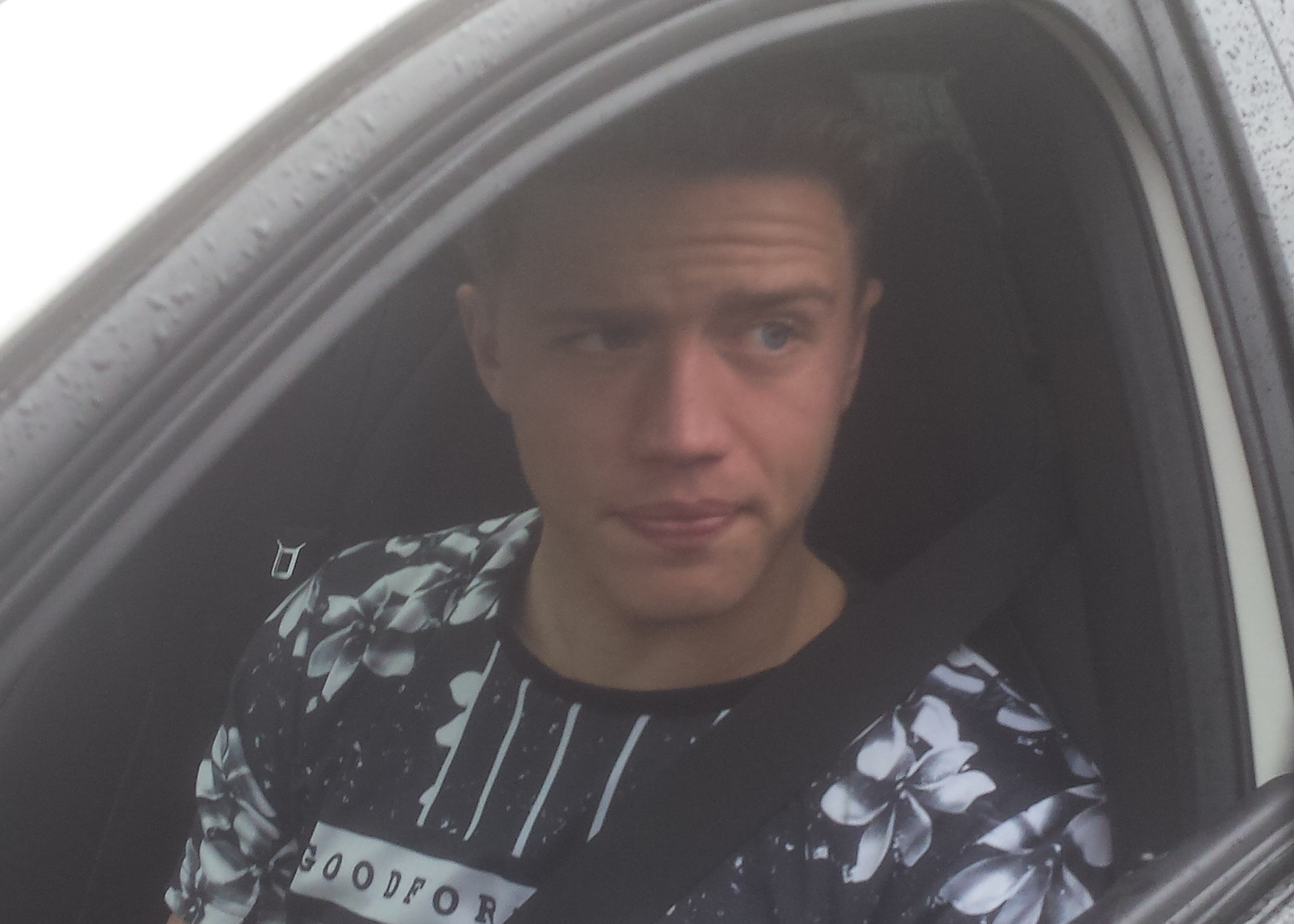
Baptiste Guillaume fait partie des joueurs en forme de la fin de saison.

Le Racing renoue avec le succès avec la réception du leader brestois lors de la vingt-neuvième journée. L'ouverture du score est alsacienne et vient de Guillaume à la demi-heure de jeu. Valentin Lavigne égalise pour les Bretons à la 56e minute avant que Strasbourg n'inscrive trois buts lors du dernier tiers de la rencontre : d'abord par un coup franc de Dimitri Liénard à la 62e minute, puis par un nouveau but de Guillaume à la 80e minute, et enfin par Boutaïb dix minutes plus tard qui assurent aux Alsaciens une victoire 4 buts à 1,. Les Strasbourgeois enchaînent une deuxième victoire le 20 mars sur la pelouse du relégable Auxerre où des buts de Guillaume à la 71e minute et de Jérémy Blayac à la 88e minute permettent au Racing de remporter sa quatrième victoire de la saison à l'extérieur (0-2) et de remonter sur le podium avec 49 points, dépassant le Stade de Reims à la différence de buts, au moment de la trêve internationale de mars,.
Strasbourg enchaîne un troisième succès d'affilée lors du derby à domicile face au FC Sochaux-Montbéliard, Blayac et Boutaïb inscrivant les deux seuls buts du match au cours d'une première période complètement dominée par les hôtes ; après la pause les Francs-Comtois se montrent plus entreprenants et mettent en difficulté les Alsaciens, obtenant notamment un penalty à la 71e minute que Faneva Andriatsima ne parvient pas à transformer, mais ne peuvent empêcher la victoire du RCSA qui remonte à la deuxième place au classement,.
La trente-deuxième journée voit le Racing se déplacer sur la pelouse du Stade de Reims, quatrième au classement à deux points des Alsaciens. Le début de rencontre se montre rythmé avec une prise d'avantage des hôtes dès la 8e minute par l'intermédiaire de Rémi Oudin sur corner avant que les visiteurs n'égalisent de la même façon grâce à Felipe Saad à la 24e minute, les débats se calment par la suite et ces deux buts s'avèrent être les seuls du match, malgré un penalty concédé en toute fin de match par les Strasbourgeois que le Rémois Grejohn Kyei envoie sur la barre transversale, gardant le score final à 1 but partout au terme d'un match décrit comme « serré » avec un résultat nul « logique »,.

#### Prise de la première place - Journées 33 à 37

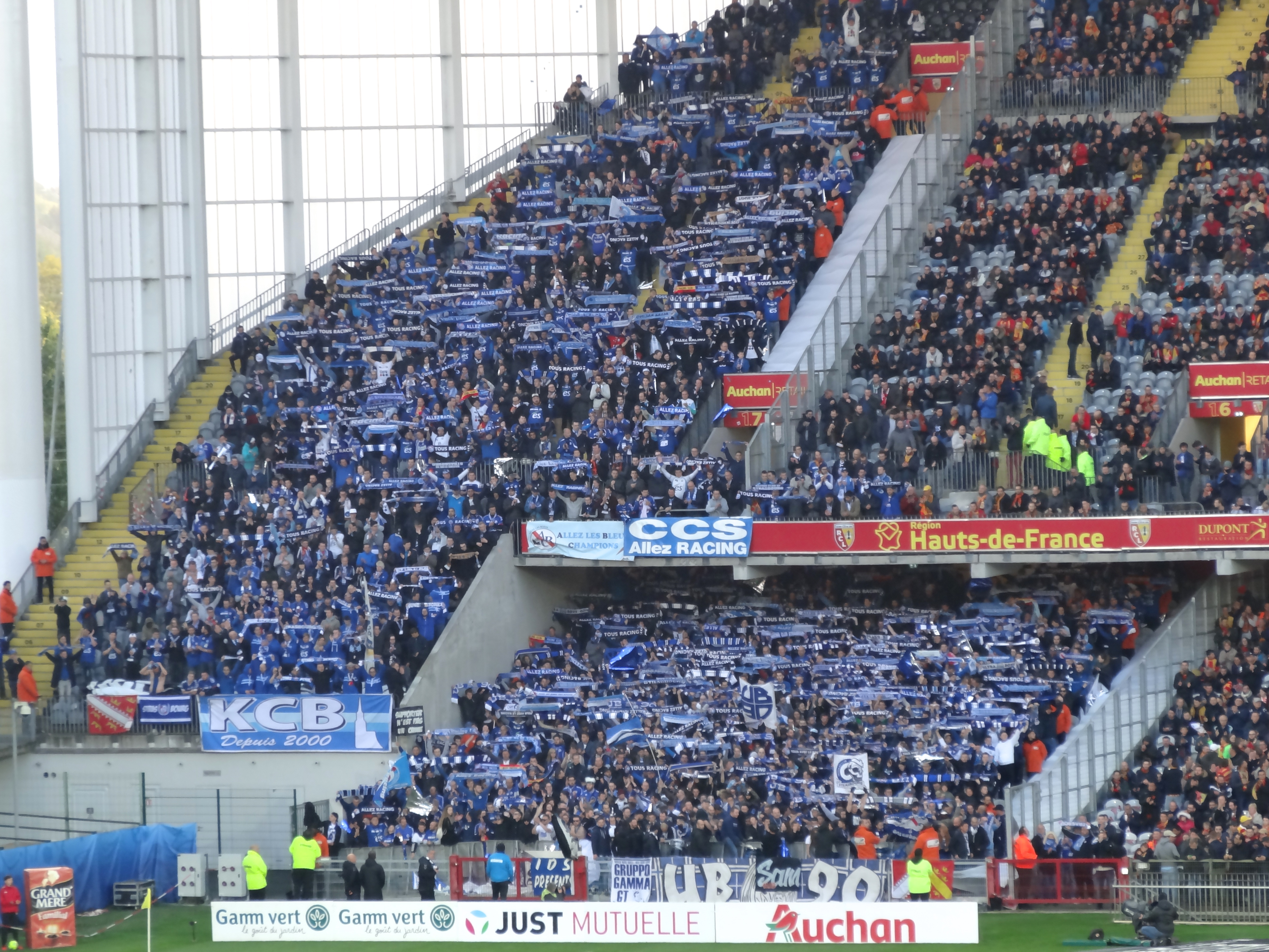
Soutenu par près de 2000 supporters, le RCSA obtient le point du match nul à Lens.

Le RCSA retrouve le chemin de la victoire la semaine suivante lors de la réception de l'AC Ajaccio ; l'ouverture du score est le fait de Mouaad Madri pour les visiteurs à la 15e minute, les hôtes réagissant immédiatement par l'intermédiaire de Liénard à la 17e avant de prendre l'avantage grâce à Boutaïb à la 27e et d'assurer leur victoire en deuxième mi-temps avec un deuxième but de Boutaïb à l'heure de jeu et un autre de Guillaume à 66e minute, les Ajacciens réduisant l'écart en fin de match avec un nouveau but de Madri (4-2). Cette victoire permet aux Bleu et blanc de prendre la deuxième place du classement avec un point d'avance sur le RC Lens et deux sur le quatrième nîmois.
Les Alsaciens enchaînent un cinquième succès en six matchs le 21 avril en venant à bout du relégable Stade lavallois sur ses terres sur le score de 2 buts à 1, Blayac (51e minute) et Boutaïb (61e) permettant au Racing de remonter le déficit d'un but concédé en fin de première mi-temps par le biais de Dylan Saint-Louis, et de profiter de la défaite de Lens et des matchs nuls du Nîmes Olympique et de l'ES Troyes AC pour prendre une avance de quatre points sur la troisième place, et se placer en première position pour la première fois de la saison après la défaite du Stade brestois contre l'Amiens SC le 22 avril. L'avant-dernier match à domicile de l'année voit Strasbourg battre le Havre Athletic Club grâce à des buts de Blayac à la 29e minute et de Guillaume à 58e (2-0) lui permettant de consolider sa place de leader,, tirant profit du nouveau revers de Brest face à Troyes.
La dernière confrontation avec un concurrent direct à la promotion a lieu dans le cadre de la trente-sixième journée sur la pelouse du Racing Club de Lens, alors sixième avec quatre points de retard. Après une première mi-temps « intense » dans une ambiance « incandescente » où les deux équipes se procurent plusieurs occasions franches sans parvenir à concrétiser, l'ouverture du score est finalement lensoise et intervient à la 66e minute de jeu lorsque Kenny Lala transforme un penalty concédé sur une main d'Anthony Gonçalves. L'avantage lensois est cependant de courte durée, Boutaïb égalisant pour les Alsaciens trois minutes plus tard sur une passe lobée de Jérémy Grimm lui permettant d'inscrire son vingtième but de la saison. Le score en reste là et les deux équipes se quittent sur le score d'un but partout permettant au RCSA d'avoir trois points d'avance sur la deuxième place à deux journées de la fin du championnat,. Les Alsaciens sont une nouvelle fois accrochés lors de l'avant-dernière journée, cette fois chez les Chamois niortais qui parviennent à mettre en branle le leader strasbourgeois, malgré l'ouverture du score de Boutaïb sur penalty à la 11e minute, avec un doublé de Dona Ndoh en fin de première mi-temps et à l'heure de jeu ; le RCSA obtient l'égalisation à la 68e minute par l'intermédiaire d'une reprise acrobatique de Stéphane Bahoken mais ne peut tirer avantage de l'exclusion de Laurent Agouazi à la 76e minute pour arracher la victoire alors que l'intégralité des concurrents directs à la montée remportent leurs rencontres dans le même temps.

#### Sacre et promotion - Journée 38
À l'aube de la trente-huitième et dernière journée, malgré sa première place, le RCSA ne compte qu'un seul point d'avance sur ses poursuivants Amiens et Troyes, deux sur les outsiders Lens et Brest et trois sur Nîmes, pouvant donc terminer tout aussi bien premier que sixième en cas de mauvais résultats. Cette dernière étape dans la saison qui pourrait se conclure sur la première montée du club en Ligue 1 depuis la saison 2007-2008 est très attendue par les supporters du club ainsi que par la région dont elle est le porte-étendard dans le football professionnel, en témoigne la une de la veille du match des Dernières Nouvelles d'Alsace, principal journal local, qui titre « Tous Racing ! ».
Devant une Meinau à guichets fermés, les Strasbourgeois accueillent le Bourg-en-Bresse 01, quatorzième au classement et n'ayant plus rien à jouer, et démarrent la rencontre de manière ambitieuse en effectuant un pressing haut et soutenu sur les visiteurs, une pression qui débouche cependant sur plusieurs fautes en début de rencontre et un carton jaune pour le Strasbourgeois Jean-Eudes Aholou. La poussée alsacienne porte ses fruits dès la 15e minute, lorsque Dimitri Liénard lance une balle de corner sur la tête du défenseur Kader Mangane qui envoie le ballon dans la lucarne droite du but de Julien Fabri pour inscrire son premier but de la saison et donner l'avantage aux hôtes strasbourgeois. Le break est fait moins de cinq minutes plus tard lorsque Liénard, une nouvelle fois, tire un coup franc dans la surface de réparation adverse repris par le Burgiens Kévin Hoggas qui expédie le ballon dans ses propres buts pour donner un avantage de deux buts aux Alsaciens à la 20e minute de jeu. La suite de la première mi-temps est marquée par un poteau de Mangane côté strasbourgeois sur un nouveau corner de Liénard, tandis qu'Antoine Ponroy et Aurélien Faivre sont avertis côté Bourg-en-Bresse.
Le début de la deuxième mi-temps connaît une baisse progressive en intensité, avec des Strasbourgeois de moins en moins entreprenants qui tentent de tenir leur score favorable, et est principalement marqué par une brève interruption de la rencontre à la 50e minute après des jets de fumigènes sur la pelouse. La principale occasion alsacienne du second acte est un face-à-face entre Jérémy Blayac et Fabri à l'heure de jeu que l'attaquant envoie au-dessus des buts burgiens. Profitant de la baisse de régime strasbourgeoise, les visiteurs se montrent plus dangereux au fil de la seconde période, bien que n'obtenant que peu de tirs, et parviennent à réduire l'écart à la 75e minute par l'intermédiaire de Loïc Damour qui enroule une balle de l'extérieur de la surface qui trompe Alexandre Oukidja et ramène les deux équipes à 2-1. Les dernières minutes de la rencontre voient Anthony Gonçalves être averti pour un tacle dangereux mais se concluent sur la victoire du RCSA qui obtient sa première promotion en Ligue 1 depuis 2007 et remporte son troisième titre de Ligue 2 après 1977 et 1988, terminant la saison sur une série de dix matchs sans défaite avec sept victoires pour trois matchs nuls,.

### Classement final et statistiques
Le Racing Club de Strasbourg Alsace termine à la première place du championnat de Ligue 2 avec dix-neuf victoires, dix matchs nuls et neuf défaites pour un total de 67 points, soit un de plus que son dauphin l'Amiens SC et le troisième l'ES Troyes AC. Les Strasbourgeois possèdent la meilleure attaque du championnat avec 63 buts inscrits, leur défense ne se classe cependant que onzième avec 47 buts encaissés. Le Racing est par ailleurs la meilleure formation du championnat à domicile, ayant accumulé un total de 44 points en dix-neuf rencontres au stade de la Meinau ; à contrario, la formation alsacienne n'a obtenu que 23 points de ses dix-neuf déplacements, la classant huitième équipe à l'extérieur. Elle n'est également classée que treizième au classement du fair-play établi par la Ligue de football professionnel avec 79 points.
Le RCSA n'a occupé la tête du championnat que durant cinq journées, prenant la première place à l'issue de la trente-quatrième journée et n'en bougeant plus jusqu'au bout de la saison. Cette première place lui permet d'accéder à la première division française de football professionnel, accompagné d'Amiens et de Troyes, qui remporte entre-temps son barrage de promotion contre le dix-huitième de Ligue 1, le FC Lorient. Les clubs relégués à l'issue de la saison sont le Stade lavallois et le Red Star, l'US Orléans étant maintenu après avoir remporté son barrage contre le Paris FC, troisième de National.
Extrait du classement final de Ligue 2 2016-2017
| Rang                                                                           | Équipe            | Pts | J  | G  | N  | P  | Bp | Bc | Diff |
| ------------------------------------------------------------------------------ | ----------------- | --- | -- | -- | -- | -- | -- | -- | ---- |
| 1                                                                              | RC Strasbourg P   | 67  | 38 | 19 | 10 | 9  | 63 | 47 | +16  |
| 2                                                                              | Amiens SC P       | 66  | 38 | 19 | 9  | 10 | 56 | 38 | +18  |
| 3                                                                              | ES Troyes AC R    | 66  | 38 | 19 | 9  | 10 | 59 | 43 | +16  |
| 4                                                                              | RC Lens           | 65  | 38 | 18 | 11 | 9  | 59 | 40 | +19  |
| 5                                                                              | Stade brestois 29 | 65  | 38 | 19 | 8  | 11 | 58 | 44 | +14  |
| 6                                                                              | Nîmes Olympique   | 64  | 38 | 17 | 13 | 8  | 58 | 40 | +18  |
| - Promotion en Ligue 1 2017-2018. - Barrage de promotion en Ligue 1 2017-2018. |                   |     |    |    |    |    |    |    |      |

## Parcours en coupes

### Coupe de France
La Coupe de France 2016-2017 est la 100e édition de la Coupe de France, compétition à élimination directe mettant aux prises les clubs de football amateurs et professionnels à travers la France métropolitaine et les DROM. Elle est organisée par la FFF et ses ligues régionales. Vainqueur de la compétition à trois reprises en 1951, 1966 et 2001, le RCSA avait été éliminé lors du septième tour par le FC Sochaux-Montbéliard la saison précédente.
Le Racing fait son entrée dans la compétition lors du septième tour. Le tirage au sort oppose le club alsacien à l'Union Sportive Oberlauterbach-Eberbach, club de Division d'Honneur alsacienne, le 12 novembre 2016 ; confrontation que les Strasbourgeois remportent par des buts de Jérémy Blayac et de Baptiste Guillaume (2-0). Au tour suivant, les Strasbourgeois se déplacent sur la pelouse de l'US Sarre-Union, pensionnaire de CFA 2, et l'emportent difficilement sur le score d'1 but à 0, Khalid Boutaïb inscrivant le seul but de la rencontre à la 77e minute.
Le tirage au sort des trente-deuxièmes de finale oppose le RCSA aux Vosgiens du Stade athlétique spinalien, alors avant-dernier de National, à la Meinau. Considérés comme favoris avant la rencontre et dans un froid marqué, les Alsaciens effectuent une entame de rencontre poussive, concédant l'ouverture du score à la 20e minute de jeu sur une tête de Mike Cestor reprenant un coup franc de Jérémy Colin. Les Spinaliens inscrivent un deuxième but à la 50e minute par l'intermédiaire d'Arnold Lemb, lui aussi de la tête, notamment aidé par une sortie manquée de Landry Bonnefoi. Les Strasbourgeois réagissent finalement cinq minutes plus tard grâce à Ernest Seka qui se trouve à la réception d'un corner de Dimitri Liénard et inscrit le but du 2-1 avant qu'un coup franc de ce dernier à la 62e minute ne permette au Racing d'égaliser. À la suite de cette égalisation, les joueurs strasbourgeois se montrent plus entreprenants, multipliant les opportunités mais butant à plusieurs reprises sur le gardien spinalien Olivier Robin, et ne pouvant éviter la prolongation. Relativement dominateurs durant la prolongation, les Alsaciens obtiennent finalement un penalty à la 107e minute, à la suite d'une faute de Paul Léonard sur Hicham Benkaïd, que Jérémy Blayac se charge de transformer pour donner l'avantage au RCSA pour la première fois de la rencontre, avant que Benkaïd n'assure définitivement la victoire strasbourgeoise en concluant une contre-attaque à la 113e minute pour un score final de 4 buts à 2.
Lors des seizièmes de finale, les Strasbourgeois se déplacent sur la pelouse du « petit poucet » Vendée Poiré-sur-Vie Football, pensionnaire de Division d'Honneur, et l'emportent sur le score d'1 à 0 grâce à un but de Vincent Gragnic à la 9e minute de jeu. Il s'agît de la première qualification du club alsacien pour les huitièmes de finale de la compétition depuis la saison 2010-2011. Ce tour voit les Alsaciens se déplacer une nouvelle fois, cette fois chez l'Union sportive Avranches, qui évolue en National, où ils se voient dominés par les locaux pendant une grande partie de la rencontre, n'obtenant leur première occasion notable qu'à la 68e minute de jeu, et menés à partir de la 48e minute par l'intermédiaire de Christopher Mayulu. Strasbourg commence à passer à l'offensive lors du dernier quart d'heure de la deuxième mi-temps et parvient finalement à arracher l'égalisation avec un nouveau but de Gragnic dans les derniers instants du temps additionnel, poussant les deux équipes à une prolongation qui ne parvient pas à les départager. Le RCSA est finalement éliminé lors de la séance de tirs au but sur le score de 6 à 5, Dimitri Liénard et Jérémy Grimm ratant leurs tentatives côté alsacien.

### Coupe de la Ligue
La Coupe de la Ligue 2016-2017 est la 23e édition de la Coupe de la Ligue, compétition à élimination directe organisée par la Ligue de football professionnel (LFP) depuis 1994, qui rassemble uniquement les clubs professionnels de Ligue 1, Ligue 2 et National. Double vainqueur de la compétition en 1997 et 2005, le RCSA prend part à la compétition pour la première fois depuis l'édition 2010-2011.
Le premier match du RC Strasbourg Alsace dans la compétition a lieu le 9 août 2016 face aux Chamois niortais, également en Ligue 2, dans le cadre du premier tour de la compétition. Au terme d'un match ouvert où les deux équipes se procurent des occasions franches, les Alsaciens parviennent à l'emporter sur le score d'un but à zéro grâce à une réalisation du jeune Ihsan Sacko à la demi-heure de jeu. Le club est cependant éliminé par l'AJ Auxerre dès le tour suivant le 23 août, un but de Gaëtan Courtet à la 24e minute et un autre contre son camp de Laurent Dos Santos dans les arrêts de jeu signant la fin de l'aventure alsacienne dans la compétition, lui faisant subir sa première défaite de la saison dans la foulée.

## Matchs officiels de la saison
Le tableau ci-dessous retrace dans l'ordre chronologique les quarante-cinq rencontres officielles disputées par le Racing Club de Strasbourg Alsace durant la saison. Le club alsacien a ainsi disputé trente-huit matchs de championnat, cinq tours de Coupe de France et deux de Coupe de la Ligue. Les buteurs sont accompagnés d'une indication sur la minute de jeu où est marqué le but et, pour certaines réalisations, sur sa nature (penalty ou contre son camp).
Le bilan général de la saison est de vingt-quatre victoires, onze matchs nuls et dix défaites avec 73 buts marqués pour 52 encaissés. Les scores les plus fréquents sont les victoires 2-0 et 1-0 et le match nul 1-1 qui se sont produits à six reprises chacun, suivis de la victoire 2-1 qui apparaît quatre fois.
| Compétition       | MJ | V  | N  | D  | Bp | Bc | Diff |
| ----------------- | -- | -- | -- | -- | -- | -- | ---- |
| Ligue 2           | 38 | 19 | 10 | 9  | 63 | 47 | +16  |
| Coupe de France   | 5  | 4  | 1  | 0  | 9  | 3  | +6   |
| Coupe de la Ligue | 2  | 1  | 0  | 1  | 1  | 2  | -1   |
| Total             | 45 | 24 | 11 | 10 | 73 | 52 | +21  |

## Joueurs et encadrement technique

### Encadrement technique

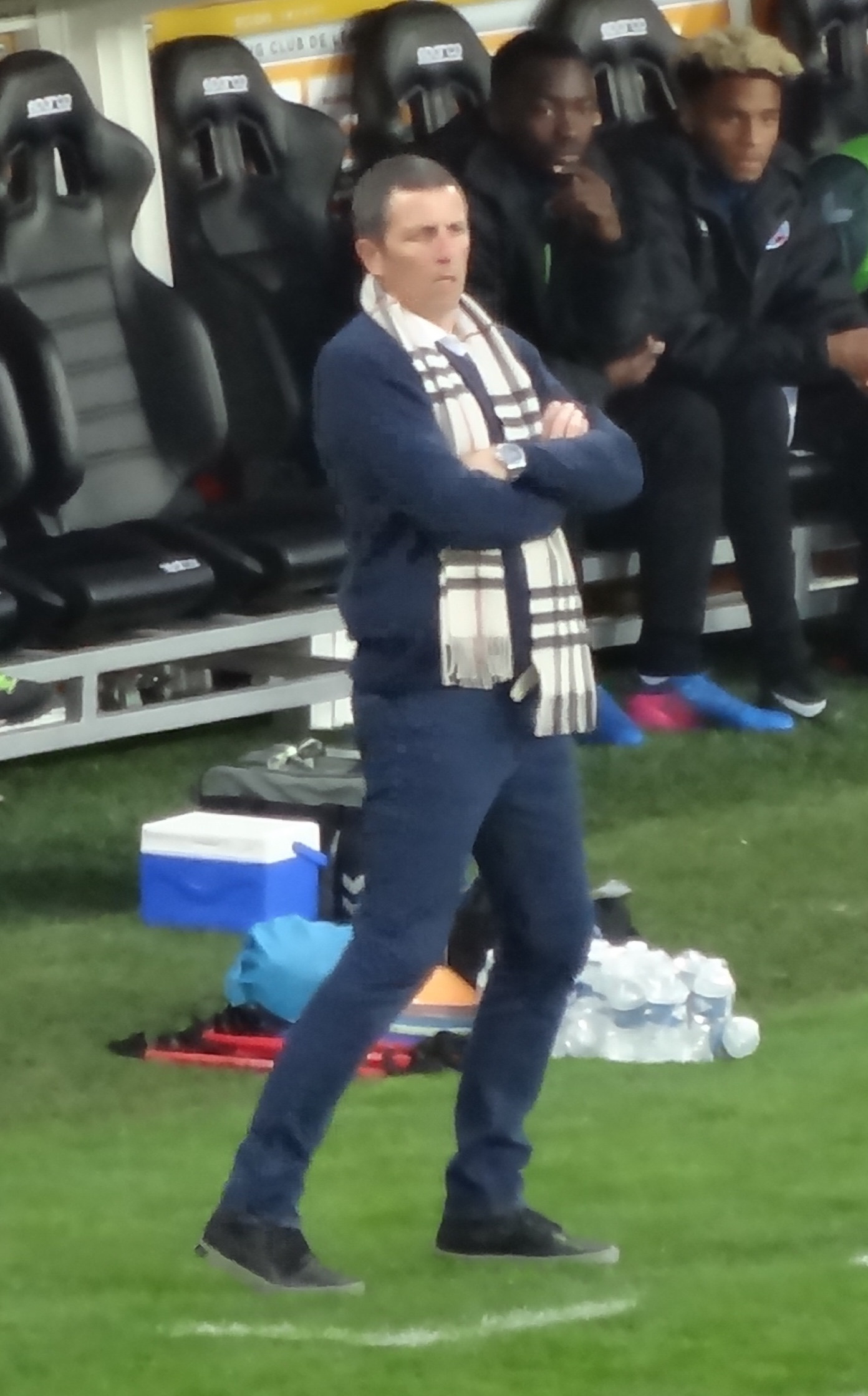
Thierry Laurey remplace Jacky Duguépéroux à l'intersaison.

Le staff technique de l'équipe première pour la saison 2016-2017 est publié le 27 juin 2016.
L'équipe est entraînée par Thierry Laurey. Entraîneur de 52 ans en poste depuis le 31 mai 2016, il remplace Jacky Duguépéroux. Il est assisté par Fabien Lefèvre et Sébastien Roi, entraîneur-adjoint depuis l'été 2011.
Fabien Lefèvre a déjà été adjoint de Thierry Laurey sur le banc du Gazélec Ajaccio lors de la saison 2015-2016, et arrive en Alsace en même temps que celui-ci.
Florian Bailleux est le préparateur physique du club depuis la saison 2014-2015. Jean-Yves Hours arrive en tant qu'entraîneur des gardiens en juin 2016.

### Effectif professionnel
L'effectif professionnel de la saison 2016-2017 se compose de vingt-trois joueurs. Le gardien titulaire en championnat est Alexandre Oukidja tandis que Landry Bonnefoi dispute les matchs de coupe. Sept défenseurs sont présents dans l'effectif : Éric Marester, qui occupe le poste d'arrière droit, les défenseurs centraux Ismaël Aaneba, Kader Mangane, Felipe Saad, Yoann Salmier et Ernest Seka, ainsi que l'arrière gauche Abdallah N'Dour. Les milieux de terrain sont Jean-Eudes Aholou, Laurent Dos Santos, Anthony Gonçalves, Jérémy Grimm, Mayoro N'Doye et Vincent Nogueira. Vincent Gragnic, Dimitri Liénard et Ihsan Sacko sont les trois milieux offensifs de l'effectif qui compte par ailleurs cinq attaquants : Stéphane Bahoken, Hicham Benkaïd, Jérémy Blayac, Khalid Boutaïb et Baptiste Guillaume.
Benkaïd (Strasbourg) et Grimm (Ostheim) sont les deux seuls joueurs de l'effectif issus de la région alsacienne, les deux ayant évolué au Stadium Racing Colmar avant de rejoindre le RCSA respectivement en 2016 et en 2013, faisant de ce dernier le joueur présent depuis le plus longtemps avec Dimitri Liénard, issu lui du territoire de Belfort voisin. Grimm avait par ailleurs déjà évolué pour la réserve du club entre 2004 et 2007.
Le capitaine de l'équipe en début d'exercice est le défenseur Ernest Seka, qui portait le brassard depuis son arrivée au club lors de l'été 2014. Cependant, à la suite d'une altercation avec son entraîneur au début du mois d'avril 2017 qui l'exclut temporairement du groupe, c'est Jérémy Blayac qui prend le brassard de capitaine et le conserve, même après le retour de Seka, pour les derniers matchs de la saison.

### Statistiques individuelles
Les joueurs de champ les plus utilisés de l'effectif sont Ernest Seka, Abdallah N'Dour, Khalid Boutaïb et Jérémy Grimm, totalisant respectivement 39, 37, 37 et 40 apparitions sur 45 rencontres officielles pour 3 401, 3 112, 2 987 et 2 934 minutes jouées. Le gardien le plus utilisé est Alexandre Oukidja qui dispute 36 rencontres, toutes en championnat, pour 3 240 minutes jouées.
Boutaïb est par ailleurs le joueur le plus prolifique de l'effectif avec vingt-et-un buts inscrits pour le club, dont vingt en championnat lui permettant d'être deuxième meilleur buteur derrière le Troyen Adama Niane ; il est suivi de Baptiste Guillaume, qui compte dix buts en 37 matchs, et de Jérémy Blayac, qui totalise neuf buts en 34 apparitions.
Le meilleur passeur de l'équipe est Dimitri Liénard avec douze passes décisives en 35 matchs, faisant de lui le deuxième meilleur passeur de Ligue 2, avec onze passes décisives, derrière Téji Savanier ; il est suivi de Stéphane Bahoken avec cinq passes en 35 apparitions, et du quintuor Blayac-Boutaïb-Gonçalves-Guillaume-Nogueira qui comptent chacun quatre passes décisives.
Le joueur le plus souvent averti est Jérémy Grimm, ayant pris un carton jaune treize fois sur toute la saison, suivi du duo N'Dour-Gonçalves qui en ont pris sept chacun. Six joueurs strasbourgeois ont par ailleurs été exclus durant la saison 2016-2017, Felipe Saad l'ayant été à deux reprises ; les autres joueurs exclus sont Jean-Eudes Aholou, Jérémy Grimm, Dimitri Liénard, Éric Marester et Ernest Seka.

### Joueurs prêtés
Prêté au CS Sedan-Ardennes en National en septembre 2016, Massiré Kanté est principalement utilisé lors de la première moitié de saison du club sedanais, inscrivant notamment deux buts contre Châteauroux et Épinal. Après le renvoi de Colbert Marlot le 7 novembre et son remplacement par Nicolas Usaï, son temps de jeu diminue petit à petit jusqu'à ne plus faire partie des groupes convoqués lors de la deuxième partie de saison, ne disputant que trois minutes contre Boulogne-sur-Mer en avril 2017. Sedan termine finalement à la dix-septième et avant-dernière place et est relégué dans le futur championnat de National 2.
Deuxième joueur prêté, Abdelhak Belahmeur arrive à l'US Créteil-Lusitanos lors du mois de janvier 2017. Il y dispute douze matchs, dont sept en tant que titulaire, mais ne parvient pas à inscrire le moindre but ou passe décisive tandis que l'USCL termine à la douzième place du National.
Oumar Pouye est lui aussi prêté durant le mercato hivernal, cette fois à l'US Quevilly-Rouen qui évolue également en troisième division. Avec cinq buts inscrits en quinze matchs et des titularisations fréquentes durant la deuxième moitié de saison, il contribue activement à la deuxième place du club qui obtient la montée en Ligue 2 à l'issue de la saison ; il prend également part au bon parcours de l'USQRM en Coupe de France qui atteint le stade des huitièmes de finale avant d'être éliminé par l'EA Guingamp.

### Joueurs en sélection nationale
Le seul joueur du RCSA à prendre part aux matchs d'une sélection nationale senior est Khalid Boutaïb avec le Maroc, qui participe notamment à la Coupe d'Afrique des nations 2017 (CAN) se déroulant au Gabon du 14 janvier au 5 février 2017. Ayant déjà évolué à trois reprises sous les couleurs des Lions de l'Atlas, il prend ainsi part à deux matchs amicaux de sa sélection contre le Canada à Marrakech (4-0) le 11 octobre 2016 et contre le Togo (2-1) le 15 novembre suivant, où il inscrit ses deux premiers buts en sélection. Il fait partie des 26 joueurs pré-sélectionnés par Hervé Renard dans le cadre du stage de préparation à la CAN aux Émirats arabes unis puis de la liste finale des 23 joueurs retenus pour prendre part à la compétition. Remplaçant lors des trois matchs de la phase de groupes, il ne participe pas aux rencontres face à la République démocratique du Congo (0-1) et le Togo (3-1), faisant une entrée en toute fin de rencontre face à la Côte d'Ivoire (1-0) tandis que sa sélection termine deuxième de son groupe derrière la RDC. Cette entrée constitue son seul moment d'action de la compétition, Boutaïb ne prenant pas part au quart de finale contre l'Égypte qui voit l'élimination de sa sélection sur le score de 1 but à 0. Il prend par la suite part à trois nouveaux matchs amicaux, d'abord face au Burkina Faso (2-0) et à la Tunisie (1-0) les 24 et 28 mars 2017, puis face aux Pays-Bas le 31 mai.
Le Sénégalais Abdallah N'Dour est quant à lui appelé pour la première fois en sélection à l'occasion d'un match de qualification à la Coupe du monde 2018 en Russie face à l'Afrique du Sud (2-1) le 12 novembre 2016, lors duquel il reste finalement un remplaçant non-utilisé. Il ne fait pas partie des 23 joueurs retenus dans le cadre de la CAN 2017.
Dans les catégories jeunes, Baptiste Guillaume prend part aux éliminatoires de l'Euro espoirs 2017 avec l'équipe de Belgique espoirs, entrant en jeu à l'occasion de deux défaites face au Monténégro (0-3) le 7 octobre et à la Lettonie (0-1) quatre jours plus tard faisant terminer sa sélection à la deuxième place du groupe 1, à cinq points de la République tchèque, ainsi qu'à la huitième place des meilleurs deuxièmes, amenant à la non-qualification de l'équipe pour la compétition.

### Récompenses et distinctions
Au cours de la saison 2016-2017, l'Union nationale des footballeurs professionnels (UNFP), en partenariat avec BeIN Sports, récompense chaque mois le meilleur joueur de Ligue 2. Le vainqueur étant désigné par le public qui choisit parmi une liste de trois joueurs sélectionnés par les médias sportifs via un vote par SMS ou par Internet. Deux joueurs du RCSA sont ainsi nommés pour cette récompense : Khalid Boutaïb pour les éditions du mois d'août et d'avril, qui termine deuxième de la première derrière le Brestois Neal Maupay avant de remporter la seconde, tandis que Baptiste Guillaume remporte le prix du mois de mars devant le Tourangeau Cheick Fantamady Diarra et le Troyen Adama Niane.
Le 15 mai 2017 est organisée la cérémonie de remise des trophées UNFP du football, récompensant les meilleurs acteurs du football professionnel français pour la saison 2016-2017. Le seul nommé issu du club strasbourgeois est l'entraîneur Thierry Laurey pour le prix de meilleur entraîneur de Ligue 2, finalement remporté par le Nîmois Bernard Blaquart. L'attaquant Boutaïb est le seul joueur alsacien à être nommé dans l'équipe-type de la Ligue 2.

## Tactique
| \| Oukidja 1 N'Dour 3 Mangane 12 Seka 22 Marester 24 Grimm 6 Liénard 11 Gonçalves 17 Boutaïb 29 Guillaume 9 Bahoken 19 \| Équipe-type de la saison · (sur la base du temps de jeu) |
| Oukidja 1 N'Dour 3 Mangane 12 Seka 22 Marester 24 Grimm 6 Liénard 11 Gonçalves 17 Boutaïb 29 Guillaume 9 Bahoken 19                                                                |

La formation la plus utilisée par le RCSA durant la saison est un 4-4-2 en losange pouvant ressembler à un 4-1-3-2, comprenant généralement quatre défenseurs, un milieu de terrain défensif, trois milieux de terrain offensifs et deux attaquants. Cette tactique, plutôt orientée sur l'offensive, permet aux joueurs strasbourgeois de jouir d'une grande force d'attaque qui comptabilise 73 buts sur 45 matchs, mais a également pour conséquence certaines faiblesses défensives, en témoignent le nombre de buts encaissés (52 en 45 matchs) ainsi que la moyenne de 10,3 tirs concédés par rencontre de championnat, constituant le troisième pire ratio de Ligue 2,,.
Le recours aux longs ballons en profondeur ainsi que la place importante accordée aux coups de pied arrêtés, tirés principalement par Dimitri Liénard, meilleur passeur du club, dont les Strasbourgeois tirent parti grâce à leur puissance physique et leur domination dans les airs (meilleur ratio de duels aériens remportés de Ligue 2) font partie des principaux aspects du jeu alsacien,. Sur le plan statistique, le RCSA comptabilise le deuxième plus faible taux de dribbles, de passes et de ballons joués, et est également la formation ayant commis le plus de fautes en championnat.
Dans l'équipe-type de la saison, Alexandre Oukidja est le gardien titulaire durant la quasi-totalité de l'exercice, bien qu'une baisse de forme durant la deuxième moitié de saison ne le mette brièvement en concurrence avec Landry Bonnefoi jusqu'à la blessure de ce dernier à la mi-mars 2017.
La charnière centrale est le secteur le plus instable de l'équipe alsacienne, Ernest Seka, capitaine durant la majorité de la saison, y étant le seul titulaire indiscutable tandis que Kader Mangane, Yoann Salmier et Felipe Saad se sont succédé pour l'accompagner tout au long de la saison, cumulant chacun un peu plus de 1 500 minutes de jeu en championnat contre 3 084 pour le seul Seka. Sur les côtés, Éric Marester et Abdallah N'Dour occupent respectivement les côtés droit et gauche durant une grande partie de la saison jusqu'à ce qu'une blessure au tendon d'achille pour l'un et une fracture de la jambe droite pour l'autre, n'amènent Laurent Dos Santos et Ernest Seka à prendre leur place en fin de saison.
Au milieu de terrain, Jérémy Grimm est le plus utilisé au poste de milieu défensif durant la première moitié de saison avant d'être progressivement mis sur le banc par la recrue hivernale Jean-Eudes Aholou,. Dans les positions plus offensives, Dimitri Liénard et Anthony Gonçalves sont les principaux éléments du centre du losange strasbourgeois, étant suppléés par Vincent Nogueira, titulaire en début de saison avant de perdre progressivement sa place dans l'équipe, et Mayoro N'Doye, qui effectue la majorité de ses apparitions en tant que remplaçant entré en jeu.
Au niveau des éléments offensifs, Khalid Boutaïb est le joueur-clé de la prolifique attaque strasbourgeoise, ayant inscrit 20 des 63 buts alsaciens en championnat tout en étant impliqué dans quatre autres, tandis que Baptiste Guillaume et Stéphane Bahoken occupent quant à eux le plus souvent les deux postes à la pointe de l'attaque alsacienne. Les principaux remplaçants de ce secteur sont le jeune Ihsan Sacko et les expérimentés Vincent Gragnic et Jérémy Blayac, ces deux derniers cumulant le plus grand nombre d'entrées en jeu avec 14 et 17 entrées respectivement.
De manière générale, l'usage de l'effectif par l'entraîneur Thierry Laurey est marqué par une rotation assez fréquente, notamment en défense et au milieu de terrain, afin de faire participer au maximum chaque joueur et leur conserver une certaine fraîcheur physique tout au long de la saison,,,.

## Aspects juridiques et économiques

### Structure juridique et organigramme

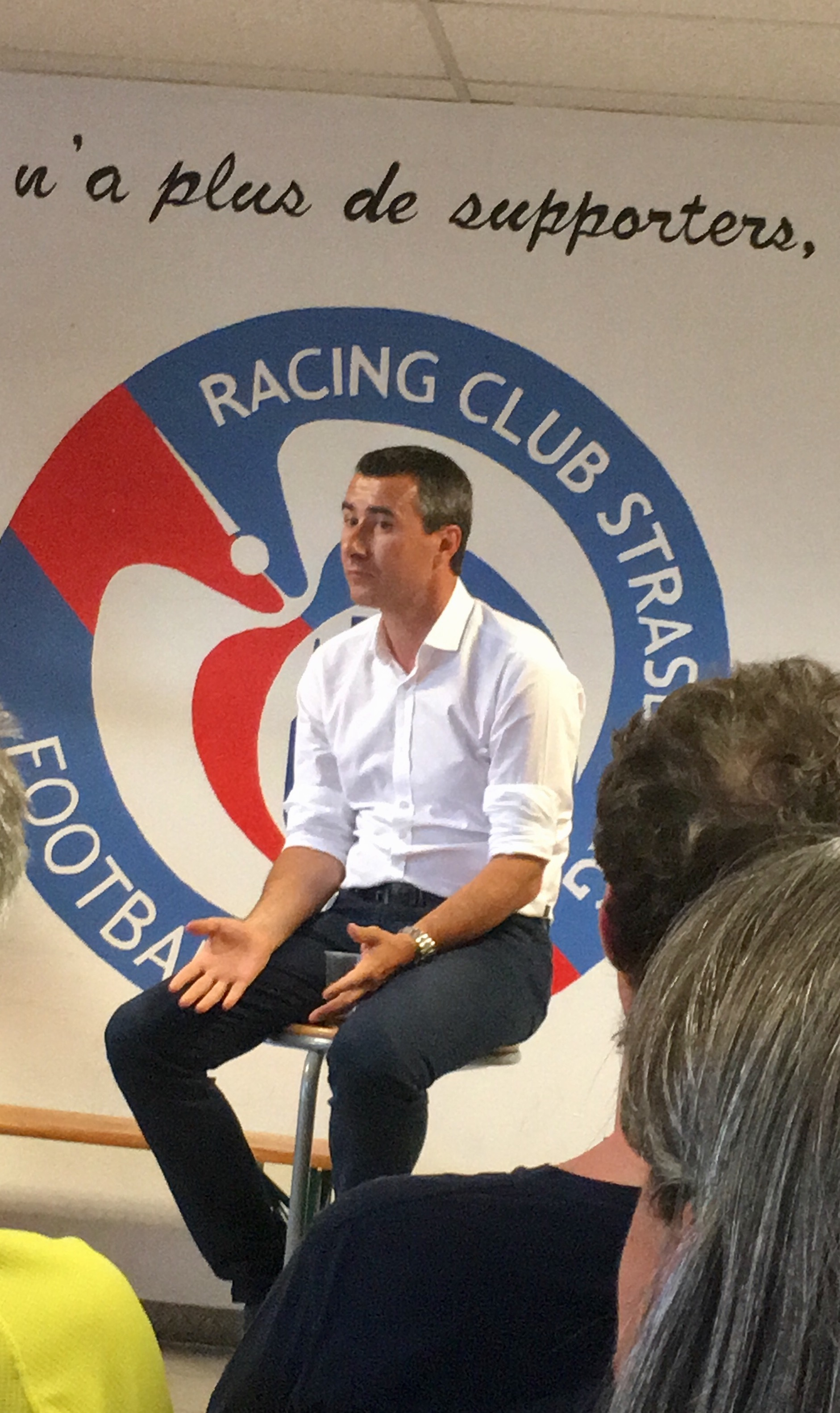
Marc Keller, président du RCSA depuis 2012.

En 2016-2017, l'équipe professionnelle est gérée par la société par actions simplifiée (SAS) Racing Club de Strasbourg Alsace présidée par Marc Keller depuis juin 2012. La structure juridique, le capital et la gérance restent inchangés par rapport à la saison précédente.
En ce qui concerne l'organigramme, la présidence du conseil de surveillance est occupée par Pierre Schmidt tandis que le secrétaire général, s'occupant de toute l'organisation courante du club, est Romain Giraud. Concernant les autres postes administratifs, l'unique changement notable par-rapport à la saison précédente est la nomination de Clément Calvez au poste de responsable commercial en raison du passage au statut professionnel. L'association RCSA est quant à elle dirigée par Patrick Spielmann.

### Éléments économiques et financiers
Les comptes prévisionnels du club sont validés par la DNCG sans réserve ni limitation de la masse salariale le 15 juin 2016. Le budget prévisionnel annoncé est ainsi de l'ordre de 12 millions d'euros, faisant du club le septième budget de Ligue 2, ex æquo avec l'AJ Auxerre. Un peu plus de deux millions d'euros sont investis durant l'été dans la modernisation des infrastructures du stade de la Meinau. Le RC Strasbourg dévoile également un nouveau logo, très similaire à l'ancien en usage entre 2006 et 2012, avec un retour du sigle « RCS », tout en gardant la mention « Alsace » qui a remplacé la mention « Football » lors de l'adoption du logo précédent en 2012. Le club indiquant par ailleurs que le sigle officiel reste « RCSA ».
Un partenariat avec la Ligue d'Alsace de football association est mis en place afin de proposer des tarifs spéciaux pour les clubs de football souhaitant se rendre aux matchs. Une association avec la Compagnie des transports strasbourgeois est également annoncée dans le but de proposer un abonnement spécifique pour les soirs de matchs, la CTS mettant en place un dispositif spécial à ces occasions. Le club signe par ailleurs divers partenariats avec des clubs du Haut-Rhin et du Bas-Rhin, portant notamment sur des échanges entre éducateurs et joueurs du centre de formation et des clubs partenaires.
La publication des comptes des clubs pour la saison 2016-2017 par la LFP et la DNCG en avril 2018 révèle que le RC Strasbourg a réalisé un bénéfice net de 1 160 000 € sur l'ensemble de la saison. Le club a également bénéficié de la plus grosse part des revenus audiovisuels du championnat avec 6 %, devant le RC Lens et l'Amiens SC qui en ont obtenu 5,6 % chacun. Le RCSA se place par ailleurs en seconde position en termes de part de revenus de billetterie avec 13,1 %, derrière le RC Lens à 21,1 %, et au niveau de la part des recettes de sponsoring/publicité, merchandising, subvention des collectivités et autres produits avec 10,2 %, derrière le Stade brestois 29 à 10,3 %. Le club possède également la huitième masse salariale de Ligue 2, représentant 5,3 % du total.

### Équipementier et sponsors
Le maillot domicile pour la saison est à dominante bleue à bouts de manches blanches et rouges aux couleurs de la ville de Strasbourg. Les lettres romaines « MCMVI » pour « 1906 », année de fondation du club, sont arborées sous le col. Six larges bandes centrales sont délimitées par sept bandes fines couleur ciel en référence au département du Bas-Rhin (67). Sous le col arrière est inscrit la mention en alsacien « Jetzt geht's los » (« C'est parti ») en dessous duquel est représenté le stade de la Meinau. Le maillot extérieur présente pour principaux changements une dominante blanche avec le changement des bandes fines de couleur ciel en couleur bleu roi ainsi que le remplacement de la représentation du stade de la Meinau par les armoiries de la ville de Strasbourg à l'arrière du maillot. Le maillot « third » arbore quant à lui les couleurs du drapeau alsacien, avec une forte dominante rouge et quelques parties jaunes au niveau du col notamment. Les bandes symbolisant la région 67 disparaissent au profit d'une représentation du drapeau alsacien en ton sur ton. La représentation à l'arrière du maillot disparaît également tandis que le nom alsacien de Strasbourg, « Strossburi », apparaît à l'arrière du col.
L'équipementier des maillots du club reste la société Hummel International, comme c'est le cas depuis la saison 2007-2008,. En ce qui concerne les sponsors maillots, Électricité de Strasbourg reste le sponsor principal du maillot domicile de l'équipe, et ce depuis la saison 2006-2007. Un prolongement de ce partenariat pour les cinq prochaines années est par ailleurs annoncé en mars 2016, portant le contrat de partenariat jusqu'à la saison 2020-2021. Les maillots extérieur et « third » sont quant à eux sponsorisés par la société CGV, présente depuis la saison 2015-2016. Les autres sponsors présents sur les maillots sont la société de charcuterie Pierre Schmidt pour les maillots domicile, ainsi que sa filiale Stoeffler pour les maillots extérieur et « third », le groupe Würth et la société de croisière CroisiEurope, nouveau partenaire pour la saison.
Le club annonce au total plus de 300 partenariats, principalement locaux et nationaux, pour la saison 2016-2017, parmi les nouveaux partenaires se trouvent notamment la société de paris hippiques PMU, la compagnie d'aviation Volotea, l'agence d'assurances SFS ainsi que la société d'appareils électroménagers Severin France. Les partenaires institutionnels sont quant à eux la région Grand Est, qui remplace l'ancienne région Alsace dans le cadre de la réforme territoriale de 2015, et l'Eurométropole de Strasbourg.

## Aspects socio-économiques

### Affluence
L'affluence cumulée de la saison à domicile est de 339 756 spectateurs pour vingt-et-un matchs, soit une moyenne d'environ 16 179 spectateurs par match. Le club comptabilise par ailleurs la deuxième meilleure affluence moyenne de Ligue 2 avec 17 013 spectateurs par match, derrière le RC Lens (28 996 spectateurs par match) et devant le Stade de Reims (10 403 spectateurs par match).
L'affluence la plus élevée de la saison est le match de la trente-huitième et dernière journée de Ligue 2 face à Bourg-en-Bresse 01 avec 27 503 spectateurs le 20 mai 2017, suivi du match de la trente-cinquième journée face au Havre AC avec 25 647 spectateurs le 28 avril 2017, et de celui de la trente-troisième journée face à l'AC Ajaccio avec 24 238 spectateurs le 17 avril 2017. Ces records successifs sont notamment établis lors des dernières journées du championnat. L'autre pic d'affluence de la saison a lieu lors du match de la dix-huitième journée face au Racing Club de Lens, qui voit 22 062 personnes se déplacer à la Meinau le 10 décembre 2016 pour ce qui représente alors une confrontation entre deux équipes importantes du championnat à la lutte pour la montée, ainsi que l'occasion de fêter les 110 ans du club alsacien. Ces affluences élevées sont à plusieurs reprises parmi les meilleures affluences françaises de leurs week-ends respectifs,,.
À l'inverse, les deux matchs de coupes disputés à la Meinau constituent les deux affluences les plus faibles avec 6 082 spectateurs pour le match de Coupe de France face au Stade athlétique spinalien le 7 janvier 2017 (et une température de −3 °C) et 10 427 spectateurs pour celui de Coupe de la Ligue contre les Chamois niortais le 9 août 2016.

### Supporteurs

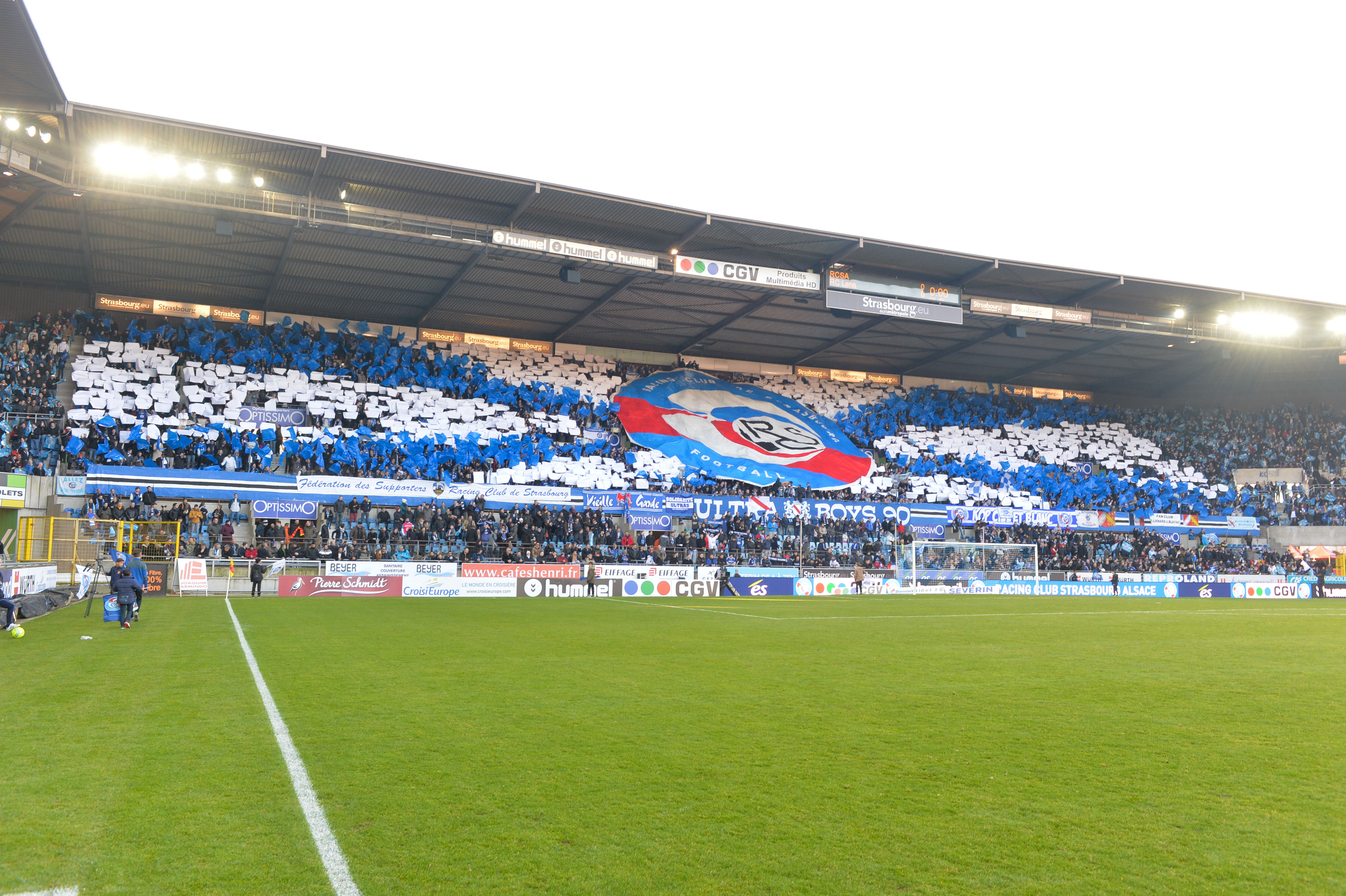
La tribune Ouest du stade de la Meinau, nouvel emplacement du kop.

Un total 7 573 abonnements sont vendus pour la saison 2016-2017, représentant une hausse de plus de 60 % par rapport aux 4 700 abonnés de la saison précédente en National. Durant l'intersaison, le kop des supporters strasbourgeois, jusqu'ici placé en quart de virage Nord-Ouest, est déplacé en tribune Ouest Haute qui est renommée « populaire supporters » à cette occasion. L'administration du club et en particulier le président Marc Keller annonce par ailleurs la mise en place d'animations dédiées pour les supporteurs. Cela se traduit par la mise en place d'afterworks, la création en tribune d'une zone dédiée aux familles avec des animations, des animations spéciales à Noël, la favorisation des synergies entre les différentes associations de supporteurs, etc.
À l’occasion du 110e anniversaire du Racing, lors de la rencontre Strasbourg-Lens du 10 décembre 2016, le club organise une animation particulière dans les tribunes du stade : 15 000 drapeaux « 110 ans du Racing » sont disposés sur les sièges des tribunes Nord, Est, et Sud pour permettre aux supporters présents de participer activement à cette fête.
Les trois principaux déplacements de la saison ont lieu le 8 mai 2017 au stade Bollaert de Lens, le 29 octobre 2016 au stade Bonal de Sochaux et le 8 avril 2017 au stade Auguste-Delaune de Reims, où respectivement près de 2 000, 1 500 et 1 200 supporters strasbourgeois sont présents en tribunes,,, représentant environ 5 %, 9 % et 10 % des spectateurs. Les autres déplacements notables sont ceux à Paris (face au Red Star), Bourg-en-Bresse et Amiens qui ont concerné respectivement 542, 283 et 200 fans du club.
Le prix de « champion de France des tribunes de Ligue 2 » est décerné aux supporters du club par la Ligue de football professionnel le 13 juin 2017. Ceux-ci terminent devant Amiens et Lens avec 234 points contre respectivement 231 et 198. Les supporters de tous les clubs du championnat ont été jugés sur quatre critères : « ambiance dans les stades », « animation des clubs et des supporters », « engagement des supporters sur les réseaux sociaux » et « fidélité », les Strasbourgeois finissant premiers dans la première et la troisième catégorie. Cette première place permet au club d'obtenir une prime de 25 000 €,. À l'issue du dernier match au stade de la Meinau, Didier Quilliot, directeur général exécutif de la LFP souhaite « bon courage aux équipes qui vont aller y jouer cette saison en Ligue 1, parce que l’ambiance y est franchement extraordinaire, c’est très spectaculaire » à la suite de son premier match à Strasbourg.

### Couverture médiatique
À la suite de la renégociation des droits audiovisuels pour la Ligue 2 sur la période 2016-2020, beIN Sports conserve le droit de diffusion pour neuf des dix matchs de chaque journée entre le vendredi soir et le samedi après-midi, ayant notamment le premier choix pour le match du samedi et diffusant à partir de cette saison l'intégralité des matchs du vendredi via ses canaux beIN Max, tandis que le dernier match, diffusé le lundi soir, est attribué à Canal+, qui remplace Eurosport. Dans le cadre de ces retransmissions télévisées, les matchs du RC Strasbourg Alsace sont décalés neuf fois au samedi après-midi et à sept reprises au lundi soir, en faisant la deuxième équipe la plus souvent décalée, derrière le RC Lens (25 décalages) et à égalité avec le Stade brestois. Les recettes de droits télévisuels du club pour la saison sont ainsi estimés entre 3,8 et 4,8 millions d'euros.
Le 29 juillet 2016, le premier match du RC Strasbourg depuis son retour dans le monde professionnel est le principal sujet d'intérêt de la première journée de Ligue 2 : TF1 y consacrant son programme footballistique L'Affiche du jour, tandis qu'Infosport+ et beIN Sports en profitent pour diffuser des reportages consacrés au club alsacien.
En ce qui concerne les coupes nationales, l'intégralité des matchs du RCSA de Coupe de France sont diffusés sur Eurosport à l'occasion de multiplexes. Les deux matchs du club alsacien en Coupe de la Ligue sont quant à eux diffusés par le réseau Canal+, en multiplex via sa chaîne Canal+ Sport et en intégralité via son service Foot+.

## Autres équipes

### Équipe réserve
L'équipe réserve du Racing Club de Strasbourg Alsace, aussi appelée « équipe B », sert de tremplin vers le groupe professionnel pour les jeunes du centre de formation mais permet également à certains joueurs non alignés avec l'équipe professionnelle d'avoir du temps de jeu ou de récupérer d'une blessure. Elle est entraînée cette saison par François Keller, ancien entraîneur de l'équipe première et directeur de la formation depuis 2014, qui remplace Pascal Droehnlé qui occupait le poste depuis juin 2012.
Pour la saison 2016-2017, la réserve évolue dans le groupe D du Championnat de France amateur 2, le cinquième niveau hiérarchique du football en France. Promue de Division d'Honneur alsacienne en 2015, elle a terminé à la huitième place du groupe F la saison précédente. À l'issue de la saison, les Strasbourgeois terminent premier de leur groupe avec dix-sept victoires, trois matchs nuls et six défaites pour 56 points, mais ne peuvent être promus en National 2 pour des raisons administratives, c'est donc le SC Schiltigheim qui monte à leur place. François Keller dit de ce titre : « C'est un joli clin d'œil à l'histoire car nous sommes champions de notre groupe en même temps que l'équipe 1, qui retrouve l’élite du football français six ans après avoir été championne de son groupe de CFA 2 ».
Elle prend également part à la Coupe d'Alsace, compétition annuelle organisée par la Ligue d'Alsace, y faisant son entrée lors des seizièmes de finale en battant le FA Illkirch-Graffenstaden 4 à 1 avant d'être éliminé dès le tour suivant par le FC Hégenheim sur le score d'1 but à 0.
Le meilleur buteur de l'équipe réserve est Hicham Benkaïd avec quinze buts marqués en vingt matchs, suivi de Kévin Zohi avec huit buts inscrits en quatorze apparitions ; ce dernier est par ailleurs le meilleur passeur de l'équipe avec cinq passes décisives.
| Rang                                 | Équipe                    | Pts | J  | G  | N | P | Bp | Bc | Diff |
| ------------------------------------ | ------------------------- | --- | -- | -- | - | - | -- | -- | ---- |
| 1                                    | RC Strasbourg Alsace rés. | 54  | 26 | 17 | 3 | 6 | 46 | 21 | +25  |
| 2                                    | SC Schiltigheim           | 53  | 26 | 17 | 4 | 5 | 45 | 17 | +28  |
| 3                                    | FCSR Haguenau             | 49  | 26 | 14 | 7 | 5 | 49 | 31 | +18  |
| 4                                    | Sarreguemines FC          | 44  | 26 | 13 | 5 | 8 | 38 | 36 | +2   |
| - Promotion en National 2 2017-2018. |                           |     |    |    |   |   |    |    |      |

### Équipe féminine
Le RCSA engage pour la première fois de son histoire une équipe féminine en championnat à l'occasion de la saison 2016-2017. L'équipe fait donc ses débuts en première division du Bas-Rhin, troisième échelon régional, avec pour objectif la montée immédiate en Division d'Excellence départementale. Auteures d'un sans faute lors de la première moitié de saison avec dix victoires en dix matchs de championnat (neuf à la suite du forfait général a posteriori de l'AS Kilstett), les Strasbourgeoises remportent le titre honorifique de « championnes d'automne » avec deux points d'avance sur l'Association sportive de Neudorf. Elles obtiennent finalement la promotion à trois journées de la fin du championnat après une victoire 5-0 contre l'AS Mertzwiller le 24 mai 2017 terminant la saison avec vingt-deux victoires en autant de matchs et 140 buts inscrits pour 11 encaissés.
L'équipe prend par ailleurs part à la Coupe de France féminine 2016-2017, 16e édition de la compétition à élimination directe organisée par la Fédération française de football (FFF) et ses ligues régionales mettant aux prises les différents clubs féminins du pays, qu'elle intègre dès le premier tour dans le cadre de la phase régionale. Lors du premier tour le 11 septembre 2016, les Strasbourgeoises, à domicile, sont opposées à l'équipe du Football Club de Monswiller. Après un match nul un but partout au terme du temps réglementaire, les joueuses du Racing l'emportent finalement aux tirs au but sur le score de 3 à 2 deux. Le deuxième tour les voient se déplacer sur la pelouse de l'Association Sportive Uhrwiller, qu'elles éliminent sur le score final de 5 buts à 1 deux semaines plus tard. Elles sont par la suite exemptées lors du troisième tour et intègrent directement le premier tour fédéral, les voyant opposées à l'Association Sportive Musau Strasbourg le 11 décembre 2016,. Ce tour marque cependant la fin du parcours strasbourgeois avec une défaite sur le score de 3 buts à 0.
| Rang                                  | Équipe               | Pts | J  | G  | N | P | Bp  | Bc | Diff |
| ------------------------------------- | -------------------- | --- | -- | -- | - | - | --- | -- | ---- |
| 1                                     | RC Strasbourg Alsace | 66  | 22 | 22 | 0 | 0 | 140 | 11 | +129 |
| 2                                     | AS Neudorf           | 48  | 22 | 15 | 3 | 4 | 87  | 36 | +51  |
| 3                                     | AS Mertzwiller       | 48  | 22 | 16 | 1 | 5 | 79  | 34 | +45  |
| 4                                     | US Sarre-Union       | 44  | 22 | 14 | 2 | 6 | 62  | 27 | +35  |
| - Promotion en Division d'Excellence. |                      |     |    |    |   |   |     |    |      |

### Équipes de jeunes
Le Racing Club de Strasbourg Alsace aligne plusieurs équipes de jeunes dans les championnats nationaux et régionaux. Parmi celles-ci, deux prennent part à des compétitions de niveau national : l'équipe des moins de 17 ans, qui évolue dans le groupe B du championnat national des moins de 17 ans, et l'équipe des moins de 19 ans qui participe quant à elle à deux compétitions nationales : le groupe B du championnat national des moins de 19 ans ainsi que la Coupe Gambardella 2016-2017, que l'équipe intègre à l'occasion des soixante-quatrièmes de finale.
L'équipe des moins de 19 ans participe à la 63e édition de la Coupe Gambardella, compétition à élimination directe organisée par la FFF et ses ligues régionales. Le premier adversaire des Strasbourgeois dans la compétition est l'ASM Belfort. Originellement programmé au 8 janvier 2017 avant d'être reporté à plusieurs reprises, le match se dispute finalement le 25 janvier 2017 et voit la victoire des Strasbourgeois sur le score de 4 à 0. Ils sont par la suite confrontés au FC Metz, chez qui ils s'inclinent sur ce même score quatre jours plus tard, mettant fin à leur parcours dans la compétition.
L'équipe des moins de 17 ans termine la saison à la neuvième place du classement, juste derrière le Stade de Reims et devant l'US Torcy, avec 37 points soit onze d'avance sur le premier relégable Amnéville. C'est également le cas de l'équipe des moins de 19 ans qui compte quant à elle 31 points dont neuf d'avance sur le premier relégable Épinal.
| Rang                                                          | Équipe                    | Pts | J  | G  | N | P  | Bp | Bc | Diff |
| ------------------------------------------------------------- | ------------------------- | --- | -- | -- | - | -- | -- | -- | ---- |
| 6                                                             | CS Brétigny Foot          | 44  | 26 | 14 | 2 | 10 | 49 | 32 | +17  |
| 7                                                             | AS Jeunesse Aubervilliers | 41  | 26 | 12 | 5 | 9  | 45 | 49 | -4   |
| 8                                                             | Stade de Reims            | 38  | 26 | 12 | 2 | 12 | 56 | 41 | +15  |
| 9                                                             | RC Strasbourg Alsace      | 37  | 26 | 12 | 1 | 13 | 46 | 57 | -11  |
| 10                                                            | US Torcy                  | 36  | 26 | 10 | 6 | 10 | 43 | 36 | +7   |
| 11                                                            | CSO Amnéville             | 26  | 26 | 8  | 2 | 16 | 26 | 53 | -27  |
| 12                                                            | SA Épinal                 | 19  | 26 | 4  | 7 | 15 | 19 | 39 | -20  |
| - En course pour une place de meilleur onzième. - Relégation. |                           |     |    |    |   |    |    |    |      |

| Rang                                             | Équipe               | Pts | J  | G  | N | P  | Bp | Bc | Diff |
| ------------------------------------------------ | -------------------- | --- | -- | -- | - | -- | -- | -- | ---- |
| 6                                                | Stade de Reims       | 41  | 26 | 12 | 5 | 9  | 51 | 42 | +9   |
| 7                                                | US Torcy             | 40  | 26 | 11 | 7 | 8  | 39 | 36 | +3   |
| 8                                                | Dijon FCO            | 40  | 26 | 12 | 4 | 10 | 42 | 27 | +15  |
| 9                                                | RC Strasbourg Alsace | 31  | 26 | 9  | 4 | 13 | 37 | 45 | -8   |
| 10                                               | Thonon Évian Savoie  | 30  | 26 | 8  | 6 | 12 | 29 | 47 | -18  |
| 11                                               | ES Saint-Gratien     | 29  | 26 | 8  | 5 | 13 | 33 | 51 | -18  |
| 12                                               | SAS Épinal           | 22  | 26 | 8  | 5 | 13 | 33 | 51 | -18  |
| - En course pour une place de meilleur douzième. |                      |     |    |    |   |    |    |    |      |